# Banknoty Banku Emisyjnego w Polsce
Banknoty Banku Emisyjnego w Polsce – banknoty emitowane w okresie Generalnego Gubernatorstwa przez Bank Emisyjny w Polsce w dwóch seriach – z 1940 i 1941 r.

## Historia emisji banknotów Banku Emisyjnego w Polsce
Bank Emisyjny w Polsce, jako nowa instytucja emisyjna Generalnego Gubernatorstwa, został powołany w Krakowie zarządzeniem Hansa Franka z 15 grudnia 1939 r. Bank ten wprowadził na terenie GG walutę okupacyjną pod tradycyjną nazwą złotego (Zloty) podzielonego na 100 groszy (Groschen). W ciągu ponad pięcioletniej historii Generalnego Gubernatorstwa pojawiły się dwie emisje banknotów:
- pierwsza, z datą 1 marca 1940 r., wprowadzana do obiegu od  27 marca 1940 r[1]. (wg innych źródeł[4] od 8 kwietnia 1940 r.), obejmująca pełny zestaw nominałów, a więc[4]:
  - 1 złoty
  - 2 złote
  - 5 złotych
  - 10 złotych
  - 20 złotych
  - 50 złotych
  - 100 złotych
  - 500 złotych.

- druga, z datą 1 sierpnia 1941 r., na którą składały się tylko wybrane nominały, w tym istotnie zmodyfikowany banknot stuzłotowy[5]:
  - 1 złoty
  - 2 złote
  - 5 złotych
  - 50 złotych (wprowadzony w październiku 1942 r[6].)
  - 100 złotych (wprowadzony w maju 1944 r[7].).

Projektantem banknotów był Leonard Sowiński, który przystosował i przerobił wzory Wacława Borowskiego kilku przedwojennych banknotów II Rzeczypospolitej. Generalnie zostało zachowane optyczne podobieństwo nowych znaków pieniężnych do tych kursujących w II Rzeczypospolitej z wyjątkiem 100-złotówki, oraz 500-złotówki z datą 28 lutego 1919, które miały całkowicie odmienne grafiki. Na awersie przedstawiano zazwyczaj wizerunki postaci (popiersia), na niektórych zaś również personifikacje. Zwraca uwagę, że usuwając orła polskiego i znane postacie historyczne jak, Bolesław Chrobry, czy Józef Poniatowski, pozostawiono niektóre dotychczasowe wyobrażenia, najwyraźniej nie rozpoznając np. Emilii Plater. Symbolika mocarnego dębu na wybrzeżu morskim z przedwojennego stuzłotowego banknotu projektu Mehoffera została prawidłowo odczytana przez okupanta i zastąpiona innymi wyobrażeniami różnymi w zależności od emisji tego nominału. Najwyższy nominał – 500 złotych – miał na awersie wizerunek górala, a na rewersie – Tatry, stąd potocznie nazywano go też góralem. Na rewersie innych nominałów umieszczono głównie charakterystyczne budowle krakowskie (50 złotych – Sukiennice, 20 złotych – Wawel). Na rewersie banknotu 100 złotych pierwszej emisji umieszczono widok budynku dawnego Banku Polskiego położonego przy Placu Bankowym w Warszawie, zaś na drugiej emisji – widok z Wysokiego Zamku panoramy Lwowa, który znalazł się w granicach Generalnego Gubernatorstwa po 22 czerwca 1941 r. 
Na banknotach widniały podpisy: 
- prezydenta (prezesa) – Feliksa Młynarskiego oraz
- zastępcy – Rudolfa Jędrzejowskiego.

Od nazwiska prezesa banknoty nazywano potoczne młynarkami, a od siedziby banku złotymi krakowskimi. Generalnie młynarki były pozytywnie ocenianym przez ludność znakiem płatniczym.
W 1940 r. wyemitowano banknoty o łącznej wartości 1,996 mld złotych. Pod koniec okresu Generalnego Gubernatorstwa łączna wartość krążących w obiegu papierowych pieniędzy obu emisji wyniosła już 10,183 mld złotych.
Pierwsze banknoty (emisji 1940 r.) były drukowane w Wiedniu. Pierwotnie druku miała dokonać państwowa drukarnia  Rzeszy (niem. Reichsdruckerei) w Berlinie, ale ze względu na dużą liczbę innych zleceń nie była w stanie wykonać tego zamówienia w określonym terminie. Z tego powodu zlecono przeprowadzenie druku w Wiedniu. Charakter druku, wykonanie giloszy, jak i użytych czcionek do numeracji banknotów wskazuje na drukarnię Giesecke & Devrient w Wiedniu, filię Typographisches Institut Giesecke & Devrient w Lipsku. Najprawdopodobniej drukarnia państwowa w Wiedniu (Staatsdruckerei) jako podwykonawcę wynajęła właśnie filię zakładu z Lipska.
Drugą emisję, tę z rokiem 1941, drukowano już w Generalnym Gubernatorstwie – niskie nominały w Zakładach Graficznych Banku Emisyjnego w Krakowie, wyższe zaś w drukarni Staatsdruckerei und Münze (niemiecka nazwa przedsiębiorstwa, do którego włączono między innymi PWPW) w Warszawie, a po zniszczeniu drukarni w czasie powstania warszawskiego druk przeniesiono do Krakowa.
W końcowych latach Generalnego Gubernatorstwa planowano również wprowadzenie banknotu o nominale 1000 złotych z podobizną krakowiaka, tzw. Krakauera. 
Znane są liczne fałszerstwa wszystkich banknotów serii pierwszej oraz nominałów od 5 złotych w górę serii drugiej.

## Emisja 1940[1]

### Banknoty obiegowe
| Nominał     | Awers banknotu | Rewers banknotu |
| ----------- | -------------- | --------------- |
| 1 złoty     |                |                 |
| 2 złote     |                |                 |
| 5 złotych   |                |                 |
| 10 złotych  |                |                 |
| 20 złotych  |                |                 |
| 50 złotych  |                |                 |
| 100 złotych |                |                 |
| 500 złotych |                |                 |

### Wzory
| Nominał     | Awers banknotu | Rewers banknotu |
| ----------- | -------------- | --------------- |
| 1 złoty     |                |                 |
| 2 złote     |                |                 |
| 20 złotych  |                |                 |
| 500 złotych |                |                 |

## Emisja 1941[1]

### Banknoty obiegowe
| Nominał     | Awers banknotu | Rewers banknotu |
| ----------- | -------------- | --------------- |
| 1 złoty     |                |                 |
| 2 złote     |                |                 |
| 5 złotych   |                |                 |
| 50 złotych  |                |                 |
| 100 złotych |                |                 |

### Wzory
Pod koniec drugiego dziesięciolecia XXI w. nie znane są żadne autentyczne wzory banknotów emisji 1941 r, poza tzw. wzorami produkcyjnymi banknotu 5-złotowego. Z poszczególnych partii wydrukowanych i ponumerowanych banknotów były wybierane pojedyncze arkusze w celu tzw. dokumentacji produkcyjnej. Banknoty z tych arkuszy stemplowano stemplem gumowym z napisem MUSTER w kolorze zielonym albo niebieskim i przekreślano:
- na awersie czarnymi liniami po przekątnych
- na rewersie czarnymi prostopadłymi liniami.

### Banknoty niewprowadzone do obiegu

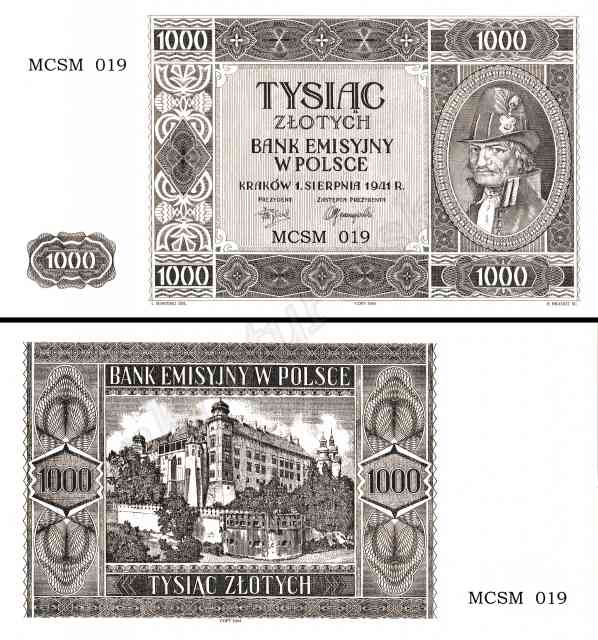
XXI w. rekonstrukcja niewprowadzonej 1000-złotówki z krakowiakiem z 1941 r.

Projekt niewprowadzonego do obiegu do końca istnienia Generalnego Gubernatorstwa banknotu 1000-złotowego z krakowiakiem emisji 1941 r. opracował w 1943 r. Leonard Sowiński. Oryginalnie na rewersie 1000-złotówki miał być tekst napisany wyłącznie w języku ukraińskim (zachowała się oryginalna fotografia takiego rewersu), jednak w trakcie realizacji banknotu napisy ukraińskie zastąpiono polskimi.
Prace nad przygotowaniem banknotu do druku były mocno zaawansowane. Wykonano także papiery ze znakiem wodnym – głową „krakowiaka”, lecz koniec wojny przerwał cały ten proces.
Rekonstrukcję 1000-złotówki przeprowadzono w 2004 r. na podstawie:
- odnalezionej oryginalnej pramatrycy (pozytywowej) awersu oraz
- oryginalnej zachowanej odbitki rewersu tzw. „szczotki”.

Zniszczona pramatryca awersu została poddana konserwacji, w wyniku której można było wykonać odpowiedniej jakości odbitkę negatywową w tworzywie sztucznym, a z niej odbitkę na papierze. Uzyskany w ten sposób druk poddano obróbce komputerowej w celu odtworzenia wielu ubytków będących konsekwencją procesu niszczenia pramatrycy. Podobnemu komputerowemu procesowi rekonstrukcji poddano też częściowo zniszczoną odbitkę rewersu. W rezultacie metodą offsetową, tzw. offsetem stochastycznym (imitującym typografię), w kolorze brązowym, na papierze prążkowanym typu „Ingres” w odcieniu ecru wydrukowano 1057 sztuk zrekonstruowanej 1000-złotówki z 1941 r. Rekonstrukcje te mają numerację MCSM od 001 do 1057. Egzemplarze o numerach od 001 do 999 przeznaczono dla kolekcjonerów, a te od 1000 do 1057 w większości do celów archiwalnych. Wydrukowano także 12 rekonstrukcji z numeracją zerową przekreślonych po przekątnych czerwonymi liniami. Na wszystkich rekonstrukcjach na dolnym marginesie umieszczono napis: „Copy 2004”.
Do początku XXI w., poza odnalezioną pramatrycą awersu i szczotką rewersu 1000-złotówki z krakowiakiem, niewiele było wiadomo o niewprowadzonych do obiegu projektach okupacyjnych pieniędzy papierowych. W 2012 r. na aukcji jednego z domów aukcyjnych w Niemczech pojawił się zestaw 23 sztuk projektów, szkiców i próbnych wydruków związanych z banknotami Banku Emisyjnego w Polsce. Sprzedany zestaw zawierał między innymi oryginalne wzory:
- 10-złotowego banknotu z 1941 r.
- dwóch wersji rewersów pięćsetzłotówki najprawdopodobniej rozważanej do emisji z datą 1941

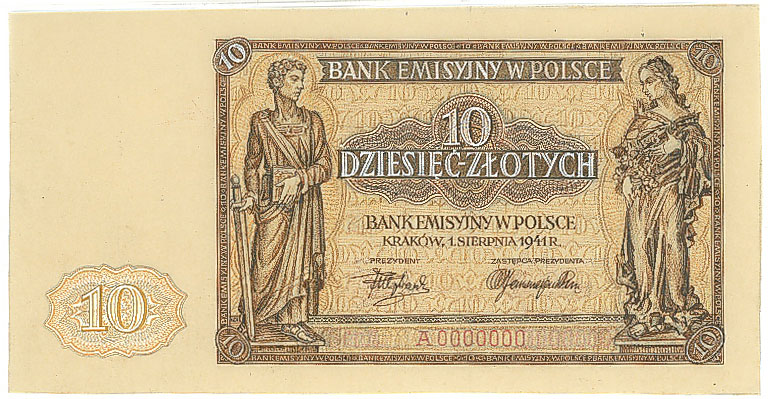
Awers niewprowadzonego projektu dziesięciozłotówki 1941
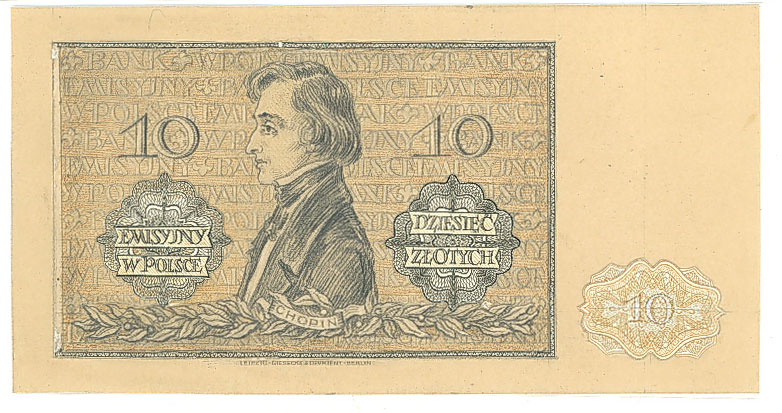
Rewers niewprowadzonego projektu dziesięciozłotówki 1941
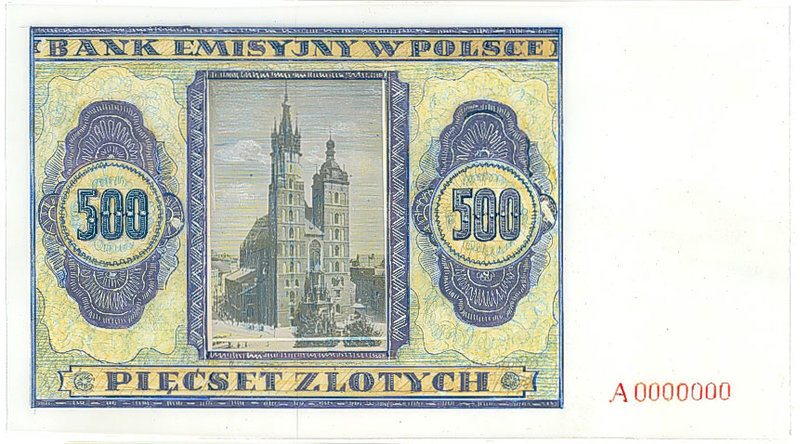
Niewprowadzony projekt rewersu pięćsetzłotówki 1941
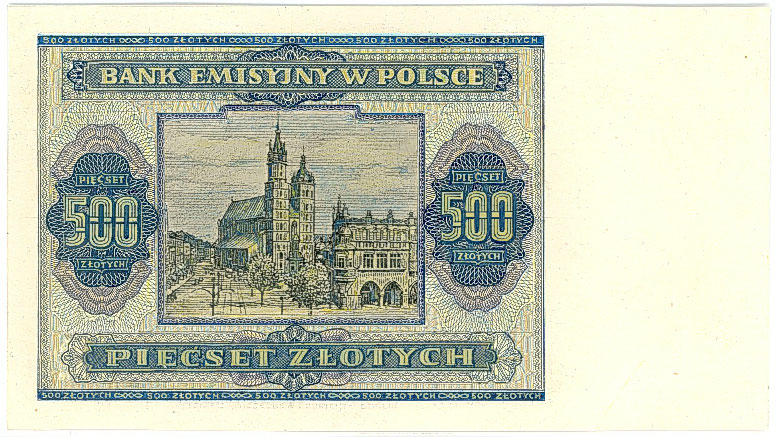
Niewprowadzony projekt rewersu pięćsetzłotówki 1941

## Fałszerstwa
W okupowanej Polsce Niemcy mieli kłopoty z zapewnieniem prawidłowego obrotu pieniężnego. Zorganizowany ruch oporu objął między innymi swoją działalnością PWPW – drukarnię banknotów Banku Emisyjnego w Polsce. Już w 1940 r. zostały nawiązane kontakty ze Związkiem Walki Zbrojnej, a później Armią Krajową, tworząc specjalną grupę pod kryptonimem PWB-17 (Podziemna Wytwórnia Banknotów). Jej celem była produkcja zarówno fałszywych dokumentów jak i pieniędzy. PWB-17 dostarczała do tajnych drukarń składniki przydatne do produkcji fałszywych znaków pieniężnych – odbitki, rysunki giloszy, farby i papier, gdzie metodą litograficzną drukowano młynarki. W samej PWPW działała komórka X, której członkowie podmieniali paczki falsyfikatów na oryginalne banknoty. Następnie falsyfikaty, jako nieudaną próbę druku, komisyjnie przekazywano do zniszczenia. Ten typ działalność kontynuowano do końca 1942 r. Przyniosła ona podziemiu 18 mln złotych. 
Wobec zalewu fałszerstw, obawiając się wpadki, wszystkie materiały służące do produkcji fałszywek przekazano do Wielkiej Brytanii, gdzie niebawem rozpoczęto ich druk w firmie Thomas de la Rue and Co. Już w połowie 1943 r. oddziały partyzanckie otrzymywały ze zrzutów nowe zapasy fałszywej waluty. Część zrzutowych banknotów dostała się w ręce władz niemieckich, stąd znane są, przeprowadzone w okręgowych bankach, liczne urzędowe ekspertyzy stwierdzające fałszerstwa papierowych pieniędzy.

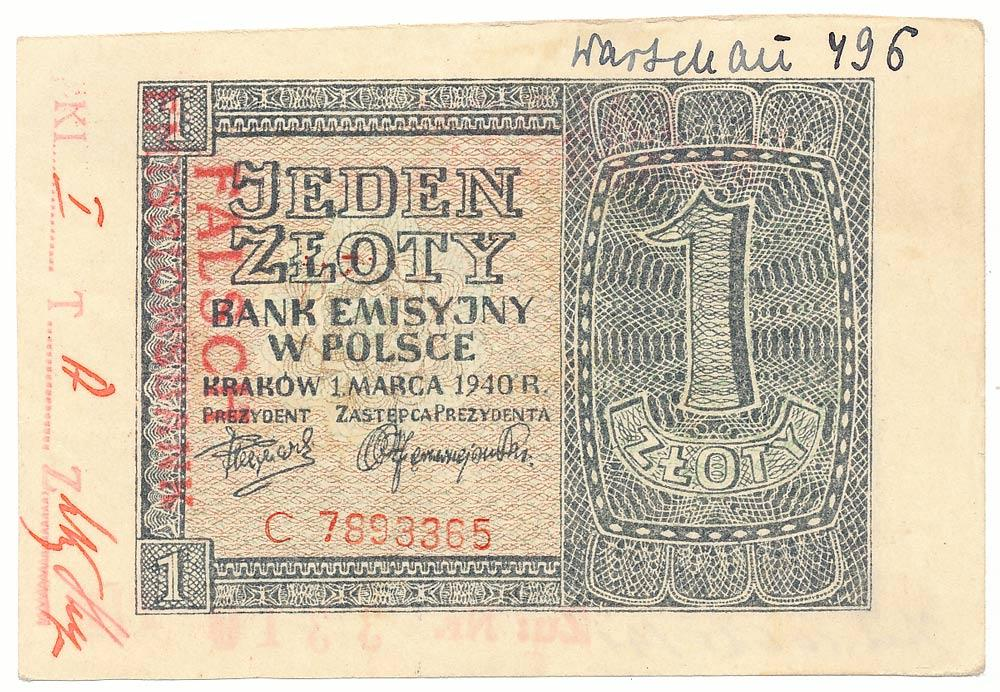
Awers fałszywej złotówki 1940
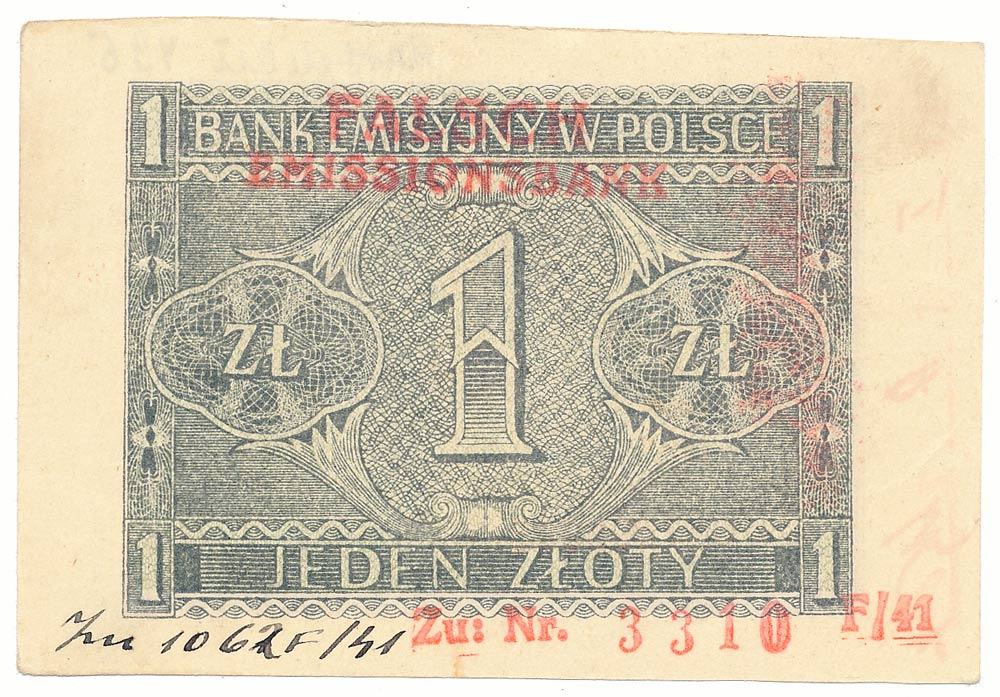
Rewers fałszywej złotówki 1940
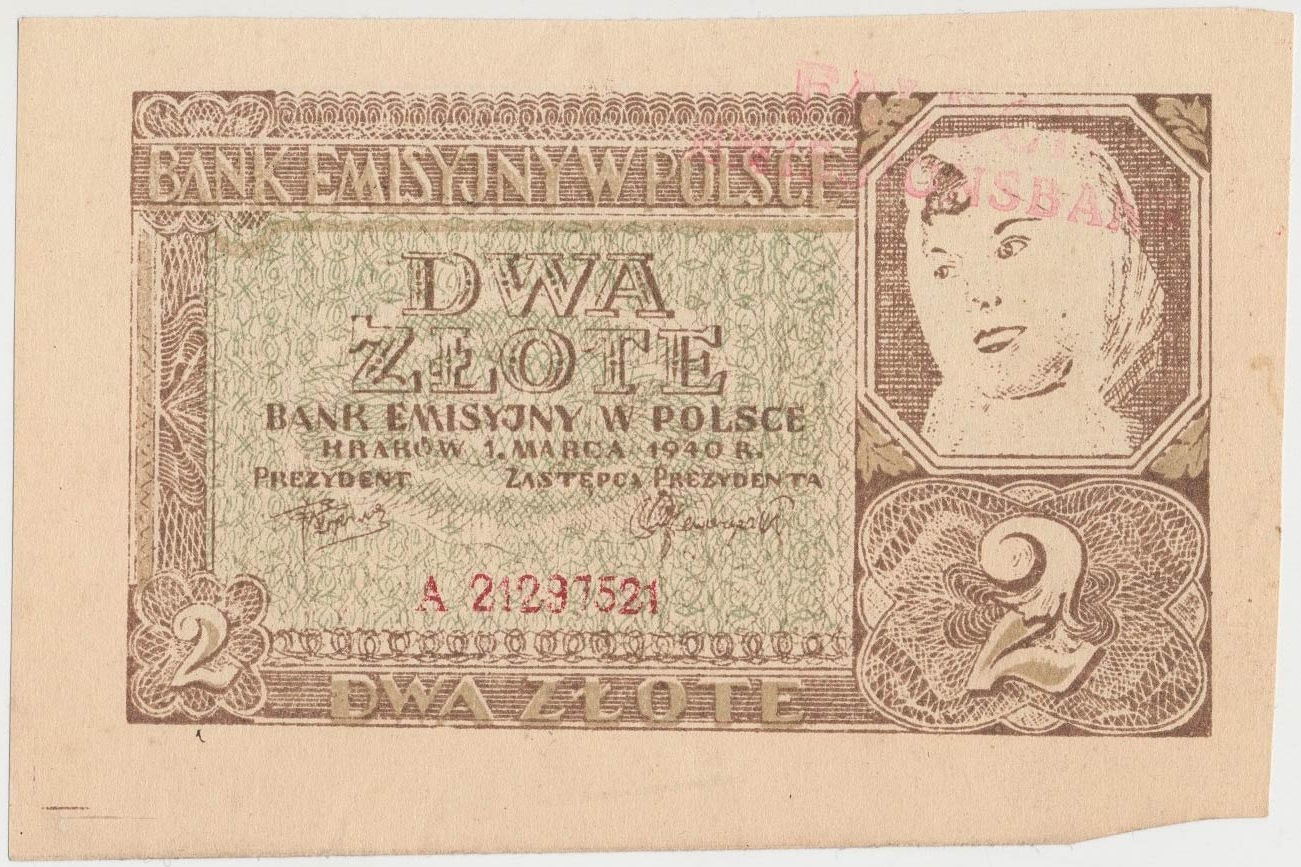
Awers niewyłapanego fałszerstwa 2-złotówki 1940
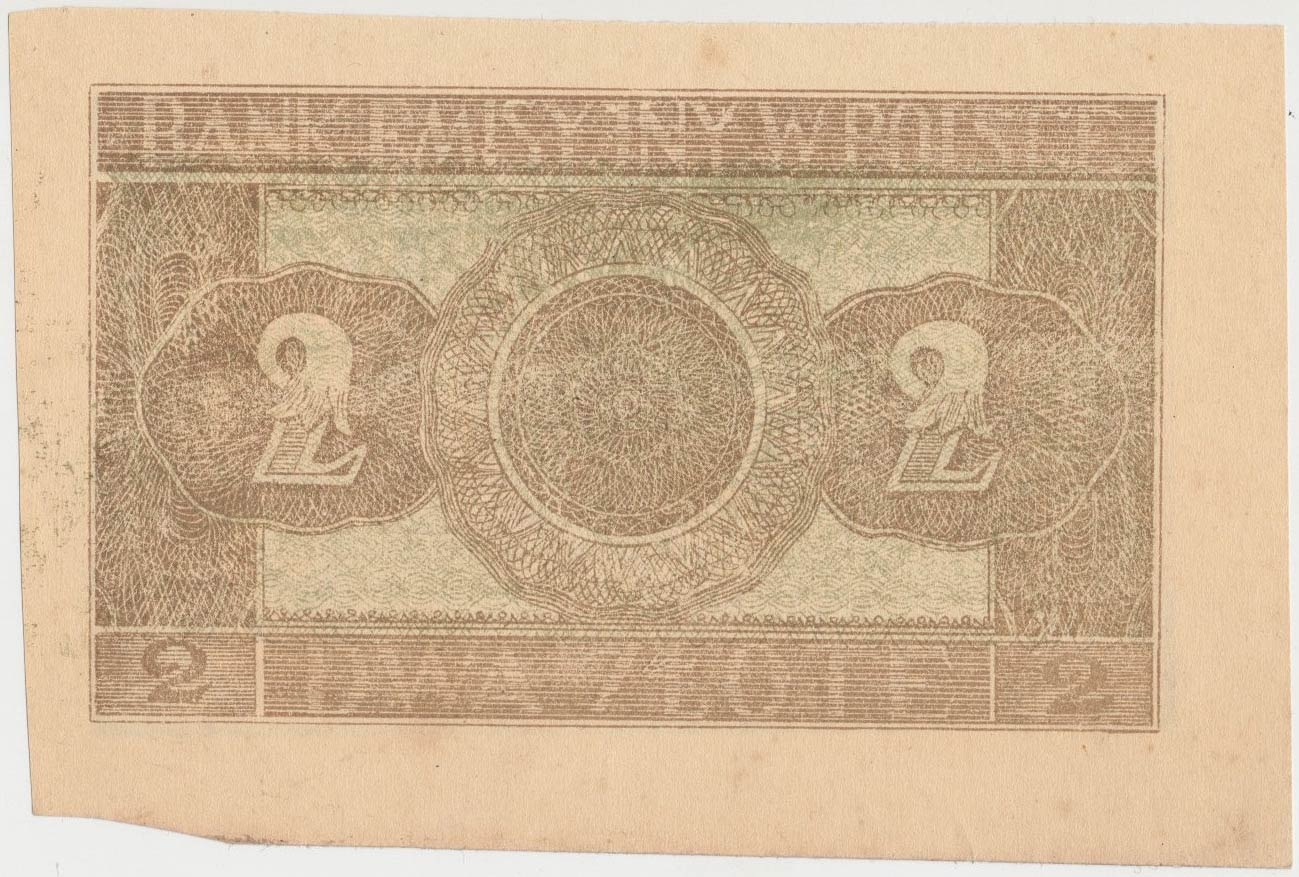
Rewers niewyłapanego fałszerstwa 2-złotówki 1940
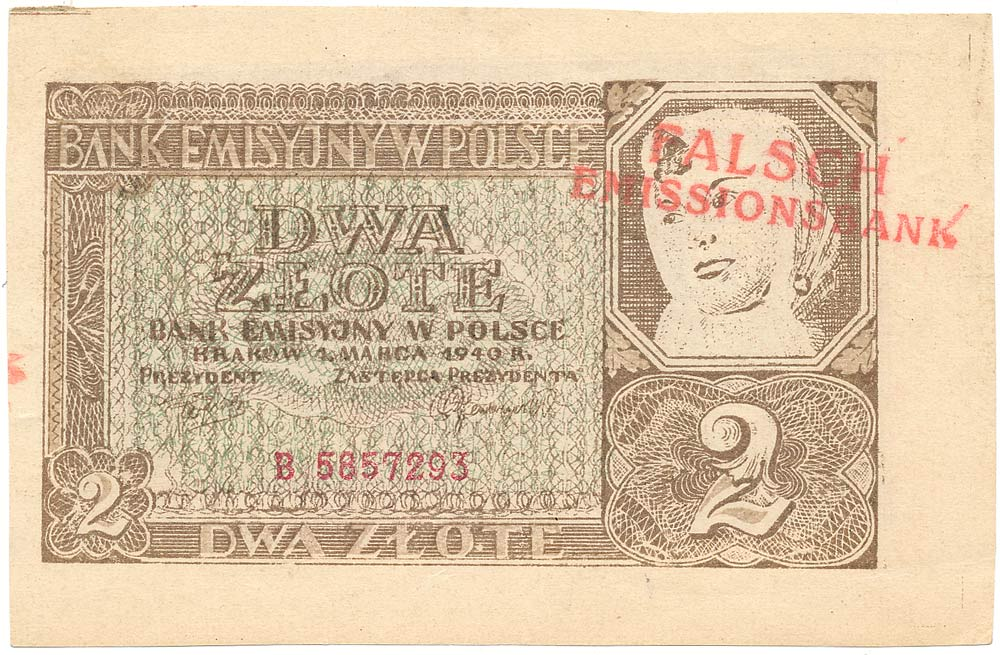
Awers fałszywej 2-złotówki 1940
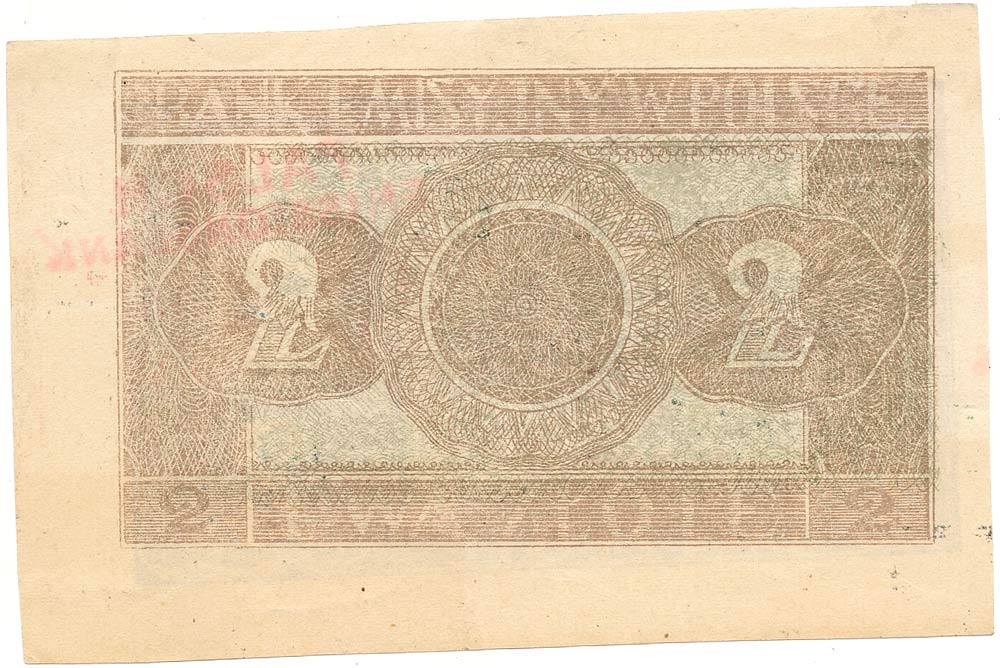
Rewers fałszywej 2-złotówki 1940
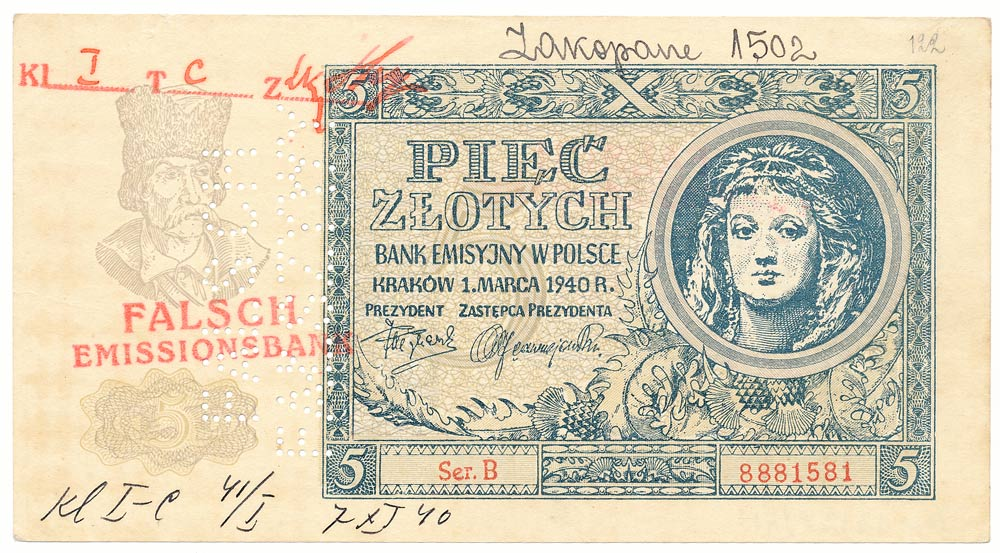
Awers fałszywej 5-złotówki 1940
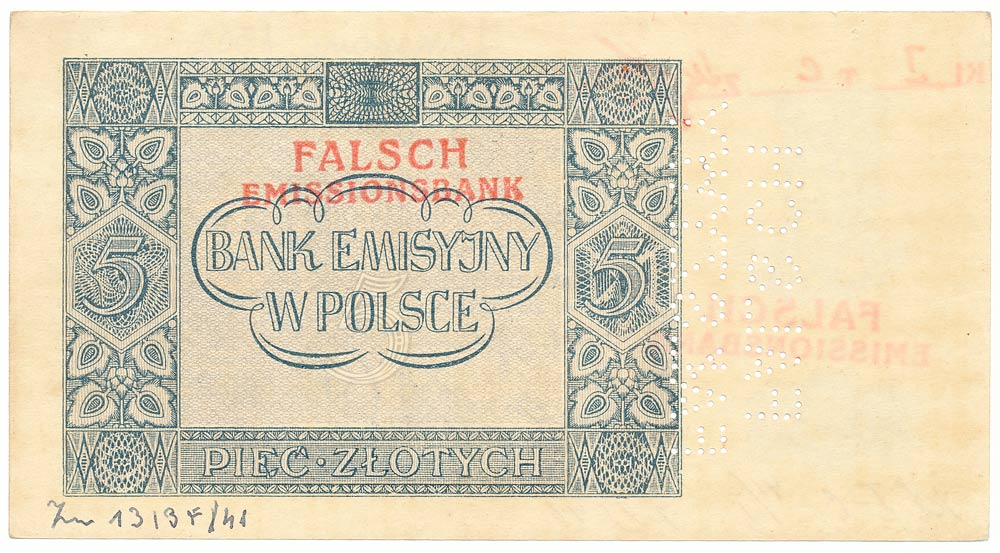
Rewers fałszywej 5-złotówki 1940
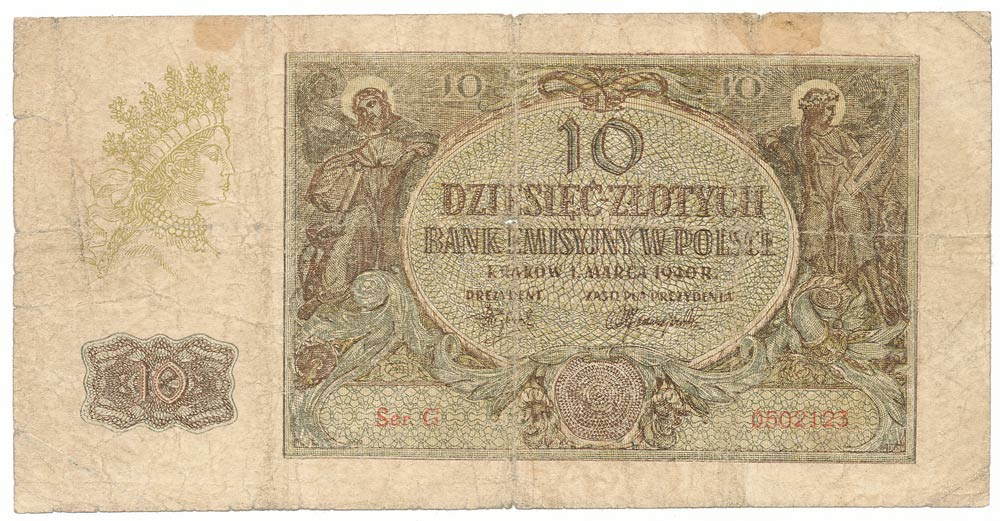
Awers niewyłapanego fałszerstwa 10-złotówki 1940 bez znaków wodnych
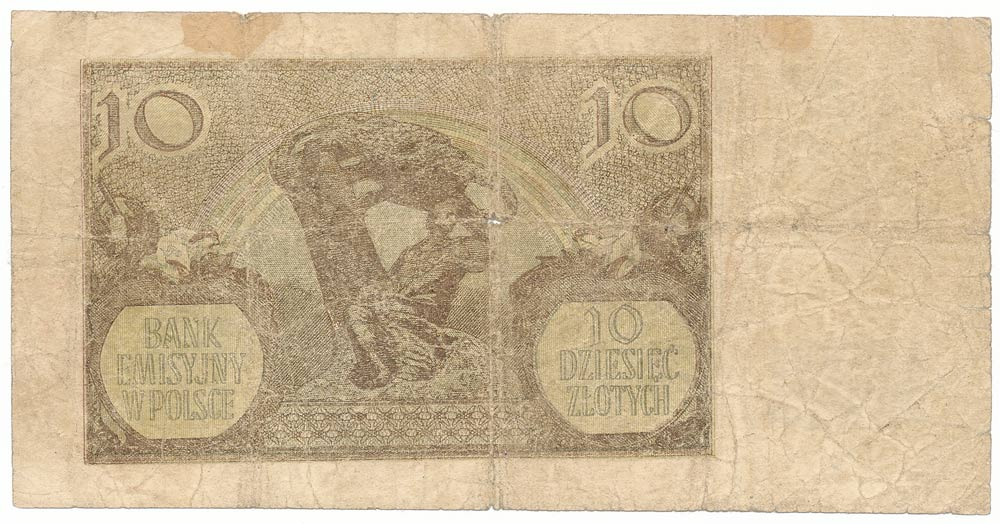
Rewers niewyłapanego fałszerstwa 10-złotówki 1940 bez znaków wodnych
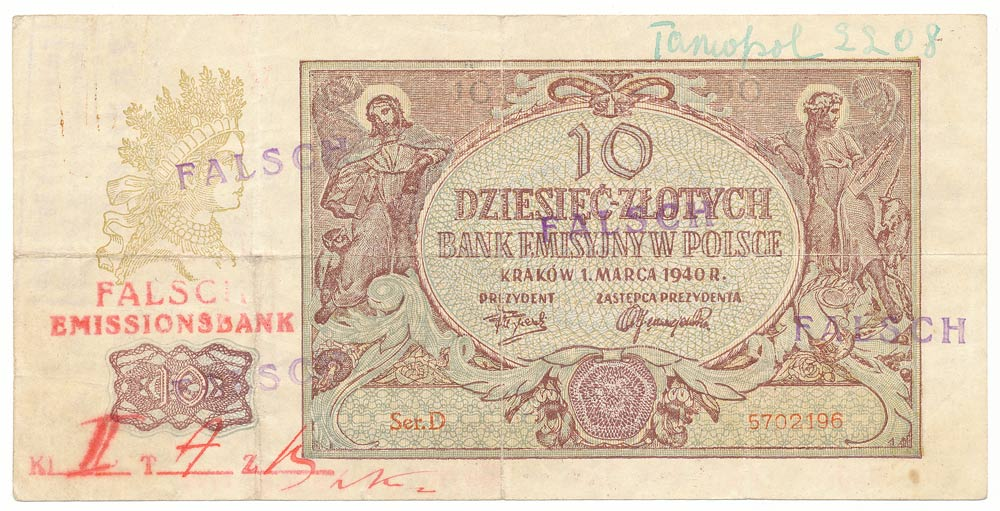
Awers fałszywej 10-złotówki 1940
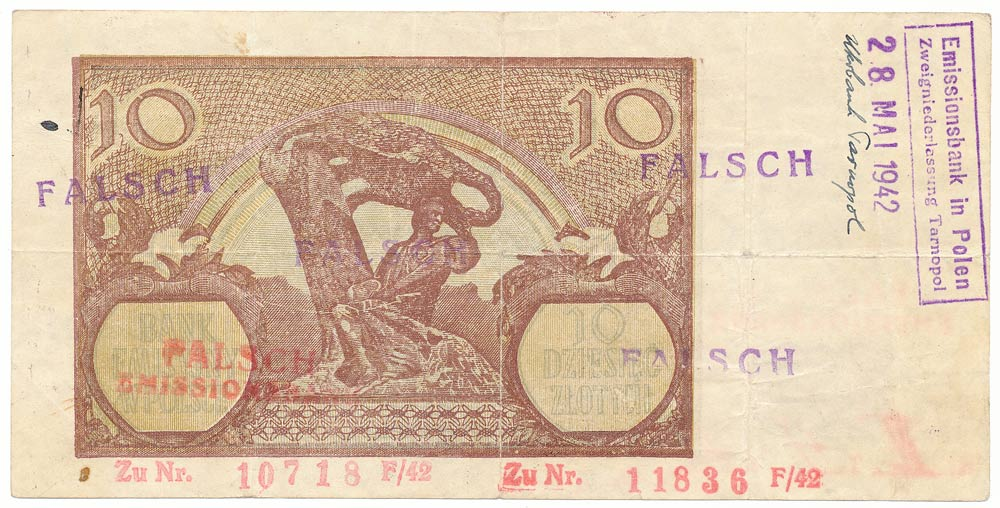
Rewers fałszywej 10-złotówki 1940
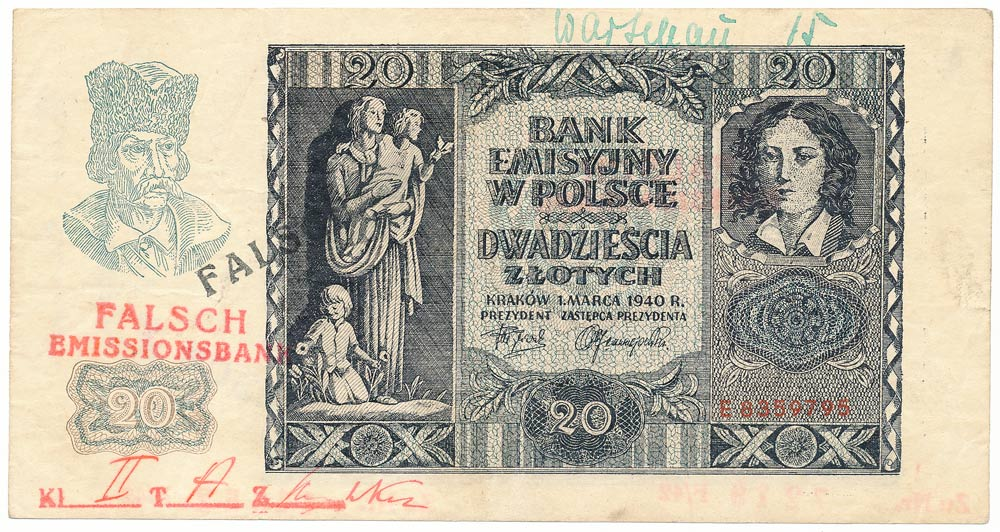
Awers fałszywej 20-złotówki 1940
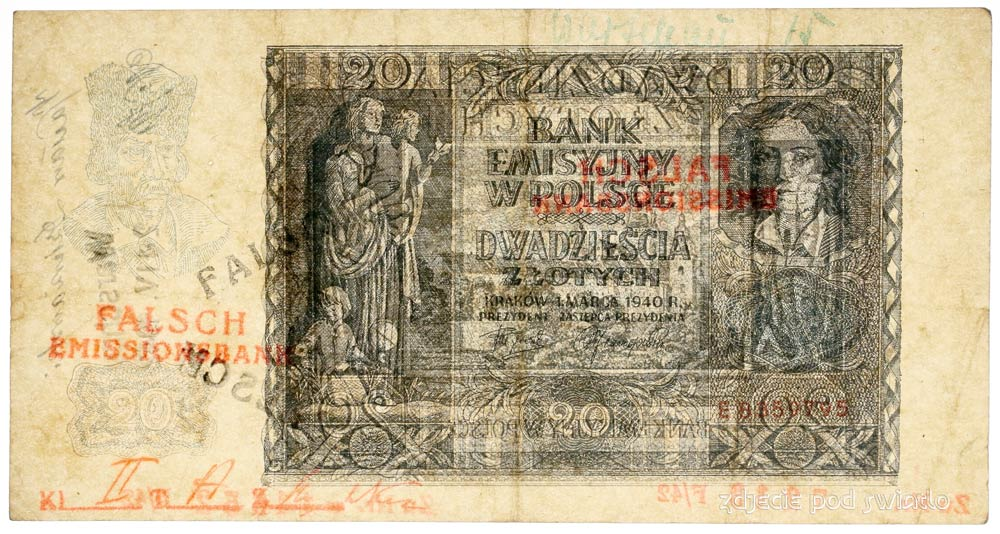
Rewers fałszywej 20-złotówki 1940
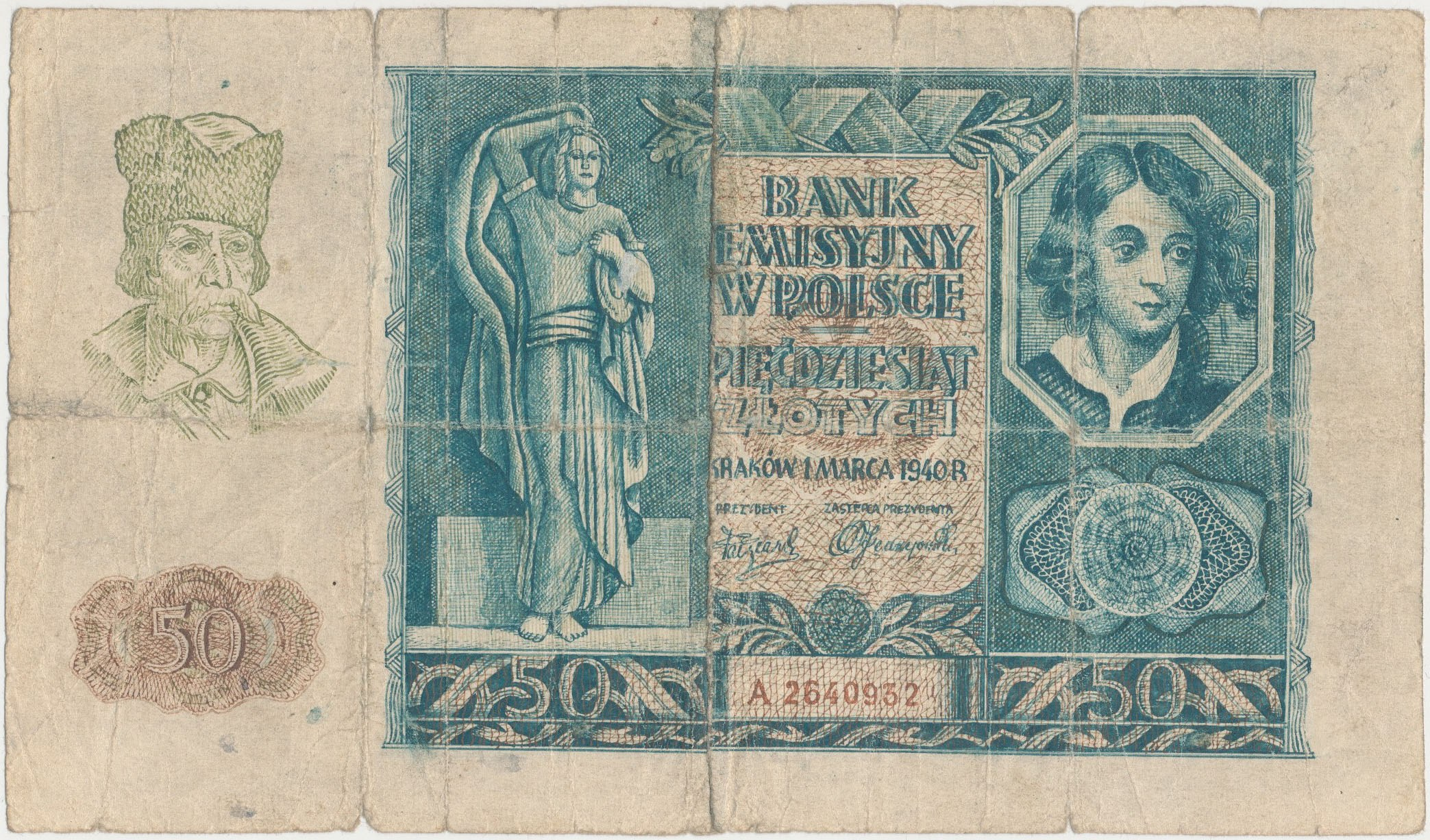
Awers niewyłapanego fałszerstwa 50-złotówki 1940
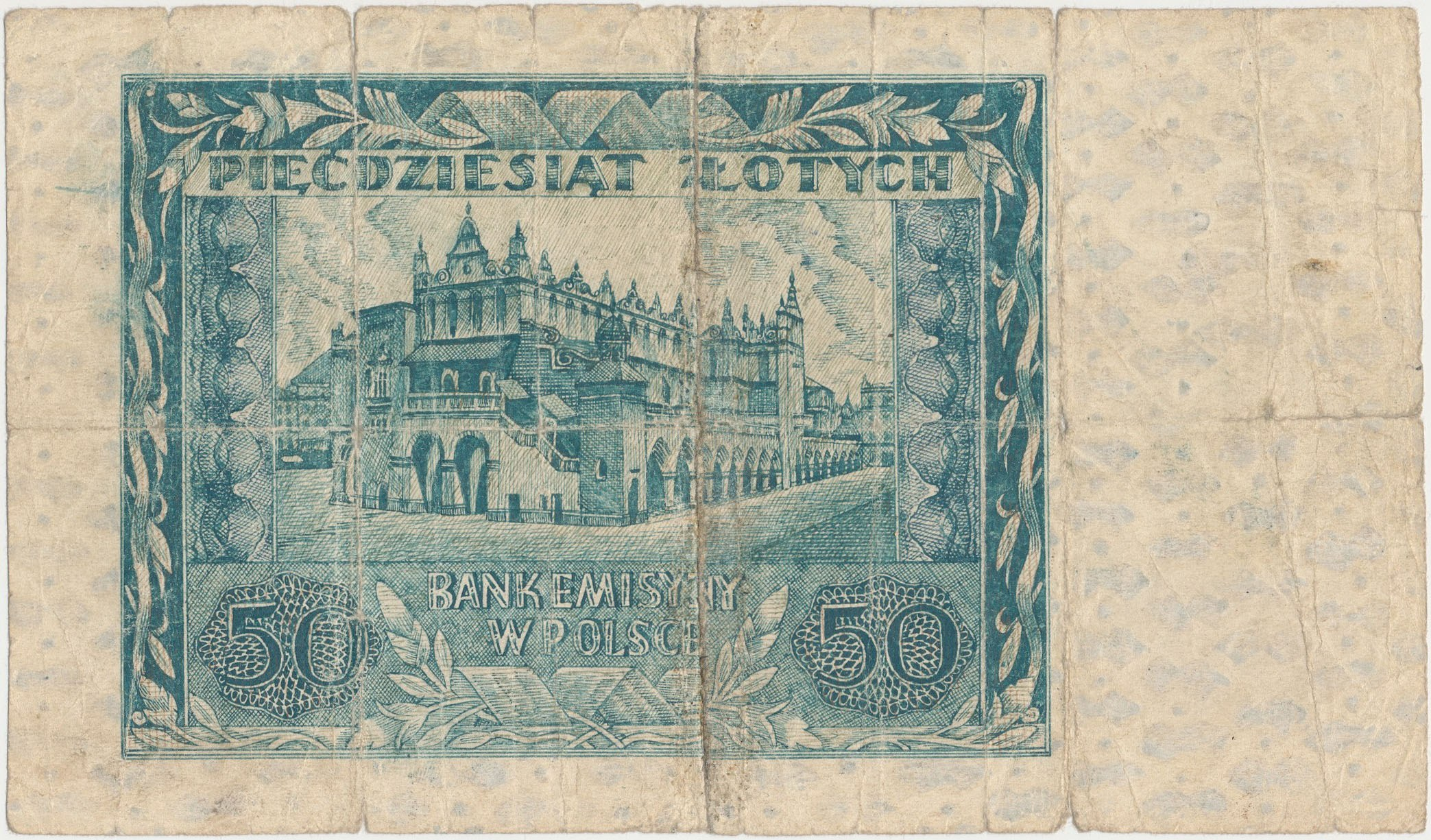
Rewers niewyłapanego fałszerstwa 50-złotówki 1940
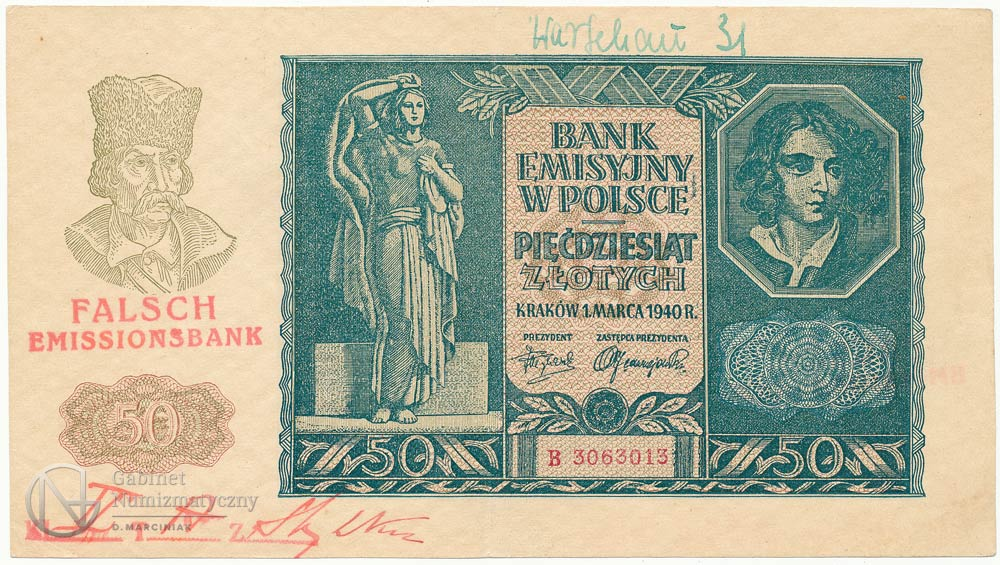
Awers fałszerstwa 50-złotych 1940
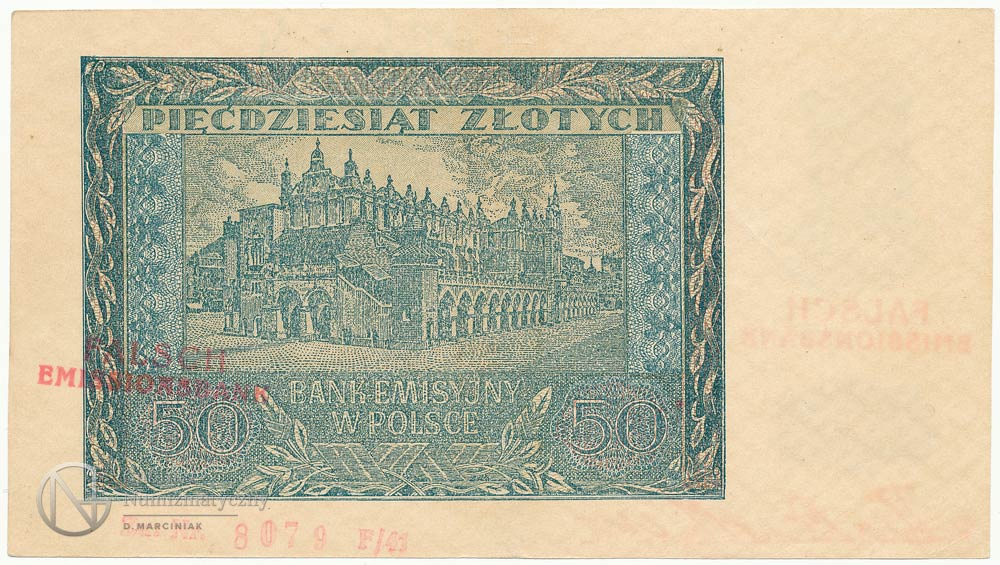
Rewers fałszerstwa 50-złotych 1940
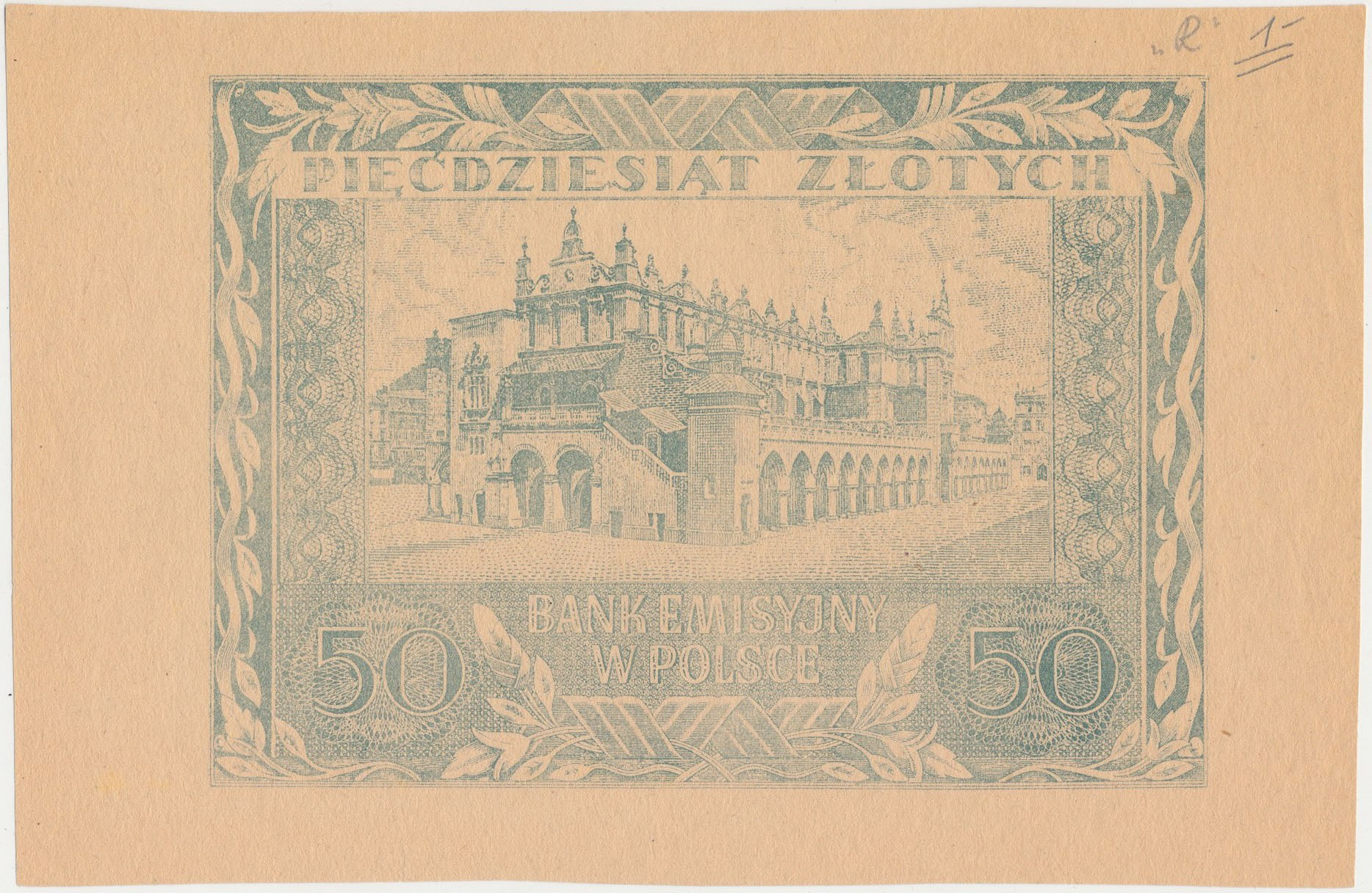
Falsyfikat 50 złotych 1940/41 próba druku rewersu
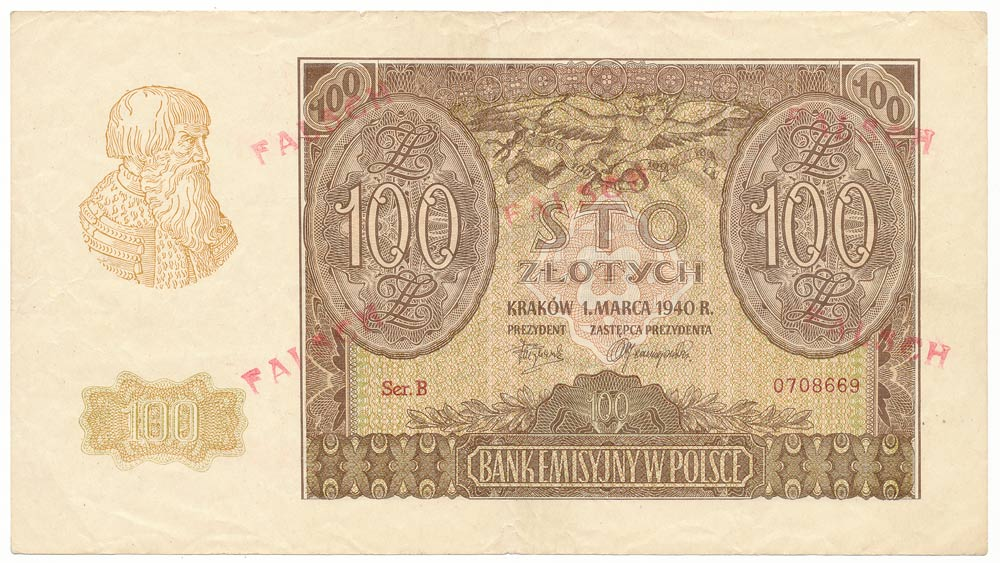
Awers fałszerstwa 100-złotówki 1940
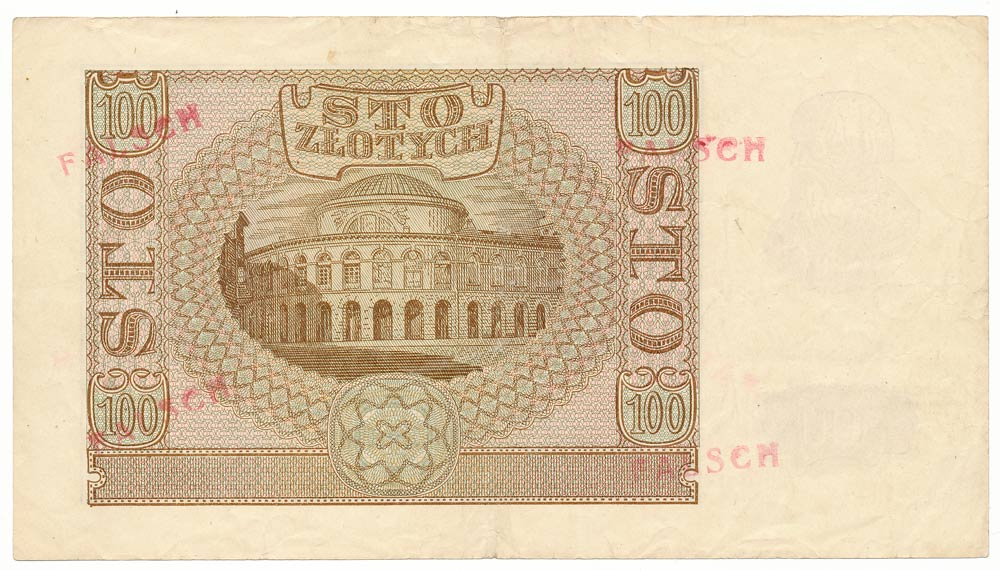
rewers fałszerstwa 100-złotówki 1940
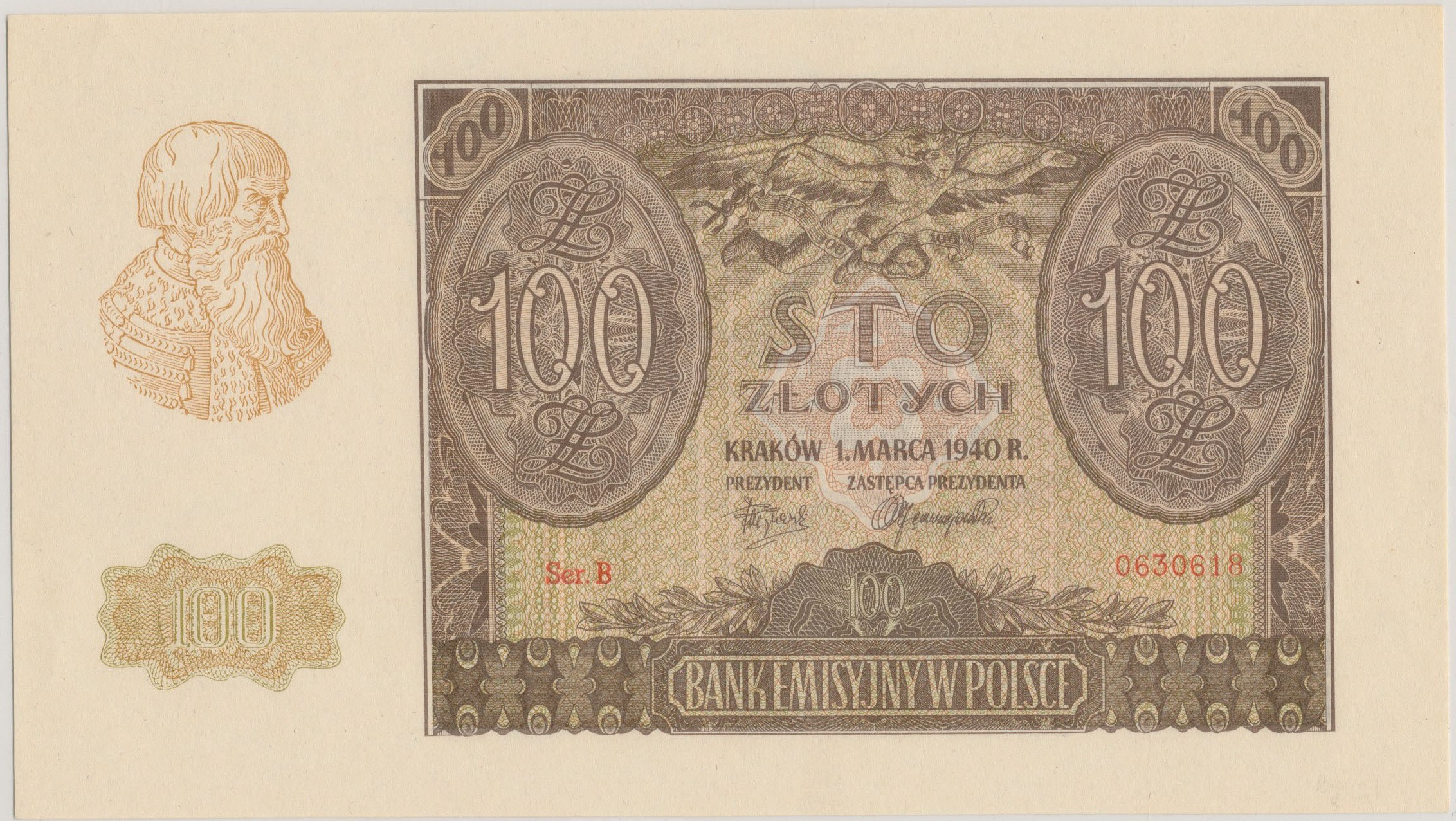
Awers fałszerstwa ZWZ 100-złotówki 1940
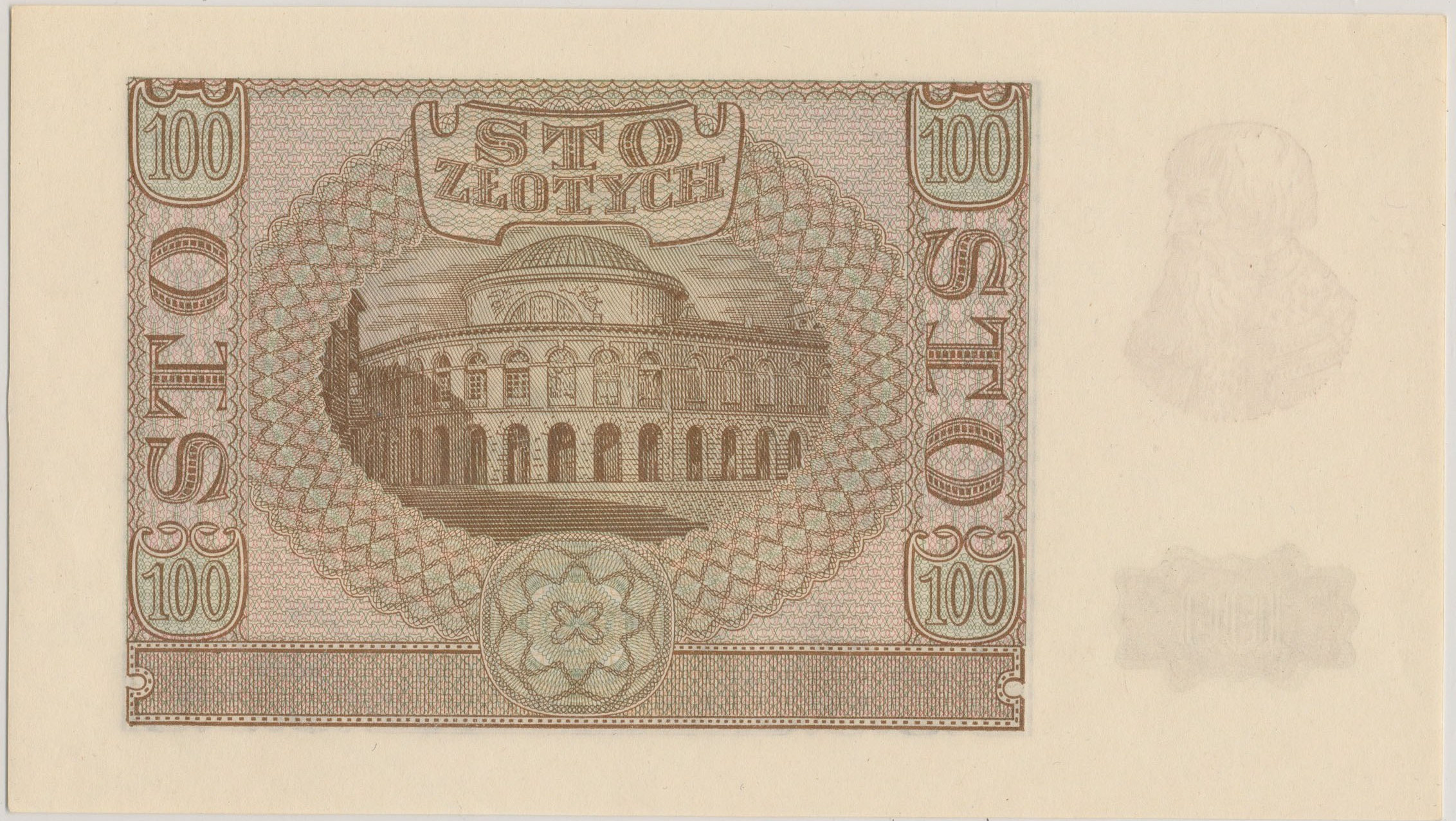
Rewers fałszerstwa ZWZ 100-złotówki 1940
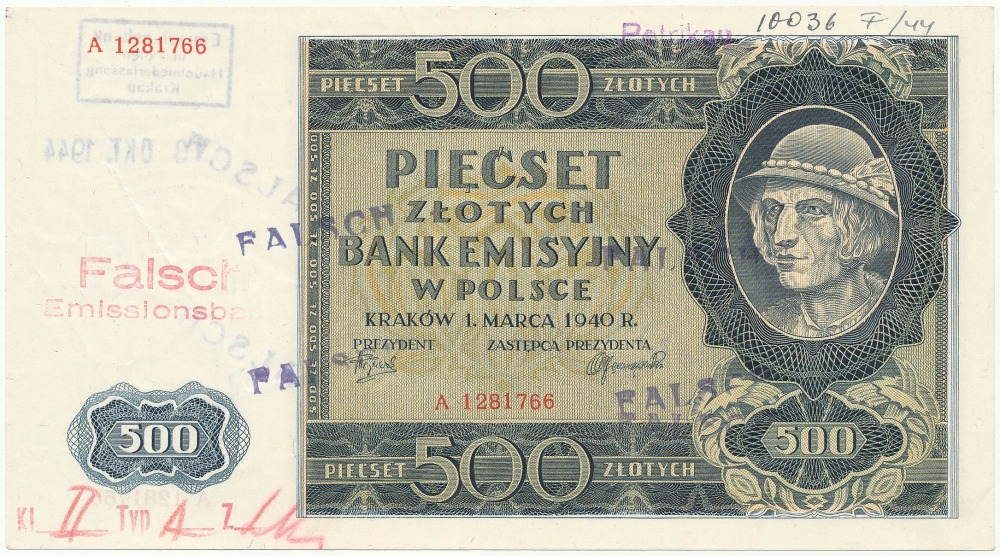
Awers londyńskiego fałszerstwa 500-złotówki 1940
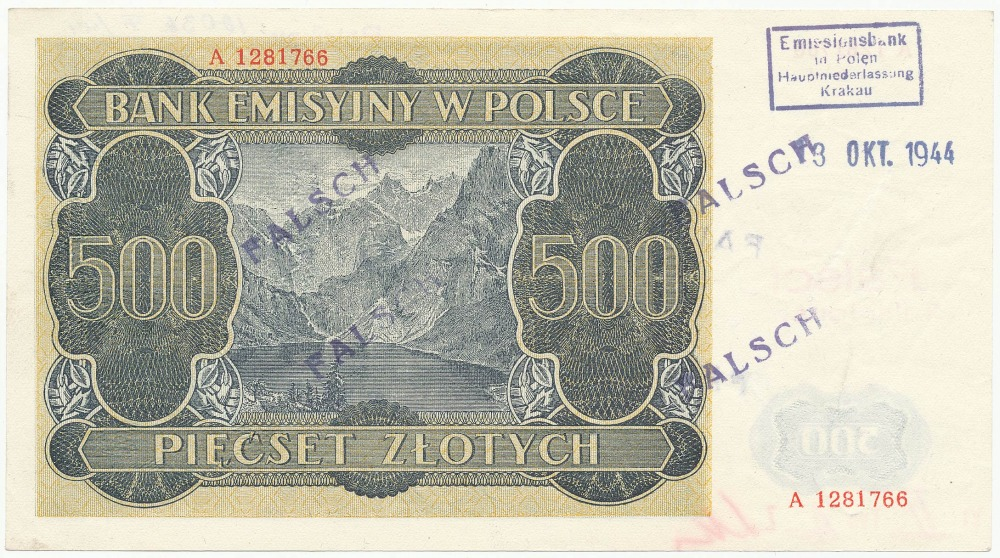
Rewers londyńskiego fałszerstwa 500-złotówki 1940

## Banknoty zmodyfikowane
Jedną z metod działalności ruchu oporu było puszczanie w obieg młynarek z nadrukowanymi patriotycznymi hasłami, jak na przykład: „Polska walczy i zwycięża”, czy sentencji informujących o braterstwie broni Anglii, Ameryki oraz Polski. Liczne okupacyjne banknoty opatrywano też pieczątką z wiszącą na szubienicy swastyką oraz napisem: „Deutschland liegt an allen Fronten” (pol. Niemcy leżą na wszystkich frontach) – trawestacją hitlerowskiego hasła propagandowego: „Deutschland siegt (zwyciężają) an allen Fronten”. 
Osobną grupę stanowiły modyfikacje Armii Krajowej z okresu powstania warszawskiego. Dowódca IV Rejonu I Obwodu – mjr Zagończyk postanowił „wyemitować” powstańcze pieniądze. W tym celu na obiegowych młynarkach, w prostokącie otoczonym generalskim wężykiem, dokonano nadruku: „AK Reguła - pierwszy żołd powstańczy. Sierpień 1944 r.” Modyfikację wykonano w drukarni PKO na rogu ul. Marszałkowskiej i Świętokrzyskiej w Warszawie. Banknoty te nie miały żadnej wartości ekonomicznej, ale stanowiły cenną osobistą pamiątkę, stąd też na wielu z nich widnieją podpisy całych oddziałów powstańczych. Inicjatywę IV Rejonu podjęli inni dowódcy. Znane są nadruki:  
- „Komenda Okręgu AK m.st. Warszawy”,
- „Okręg Warszawski – Dowództwo Zgrup. IV”.

Liczne oddziały dokonywały nadruku o powstańczym żołdzie, posługując się zwykłymi maszynami do pisania. 

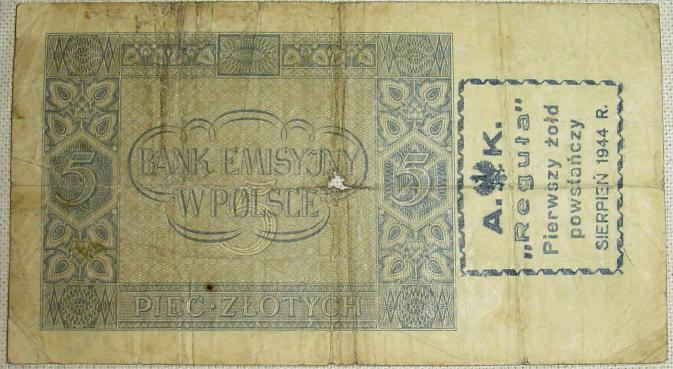
rewers 5 złotych „Reguła”
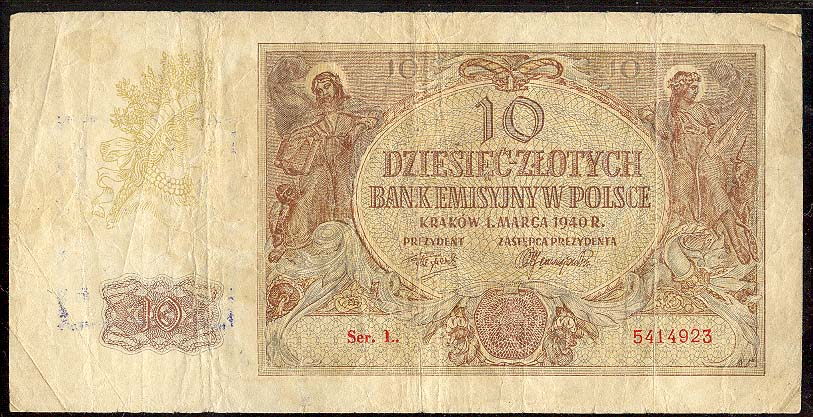
10 złotych „Reguła” awers
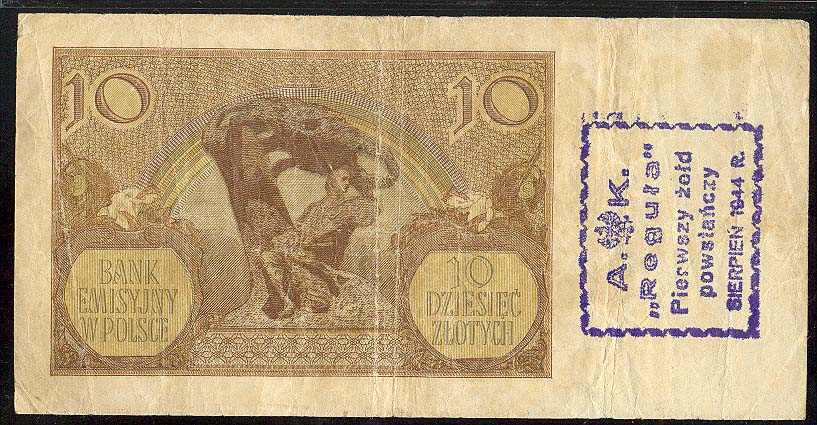
10 złotych „Reguła” rewers

## Błędy produkcyjne i skasowania

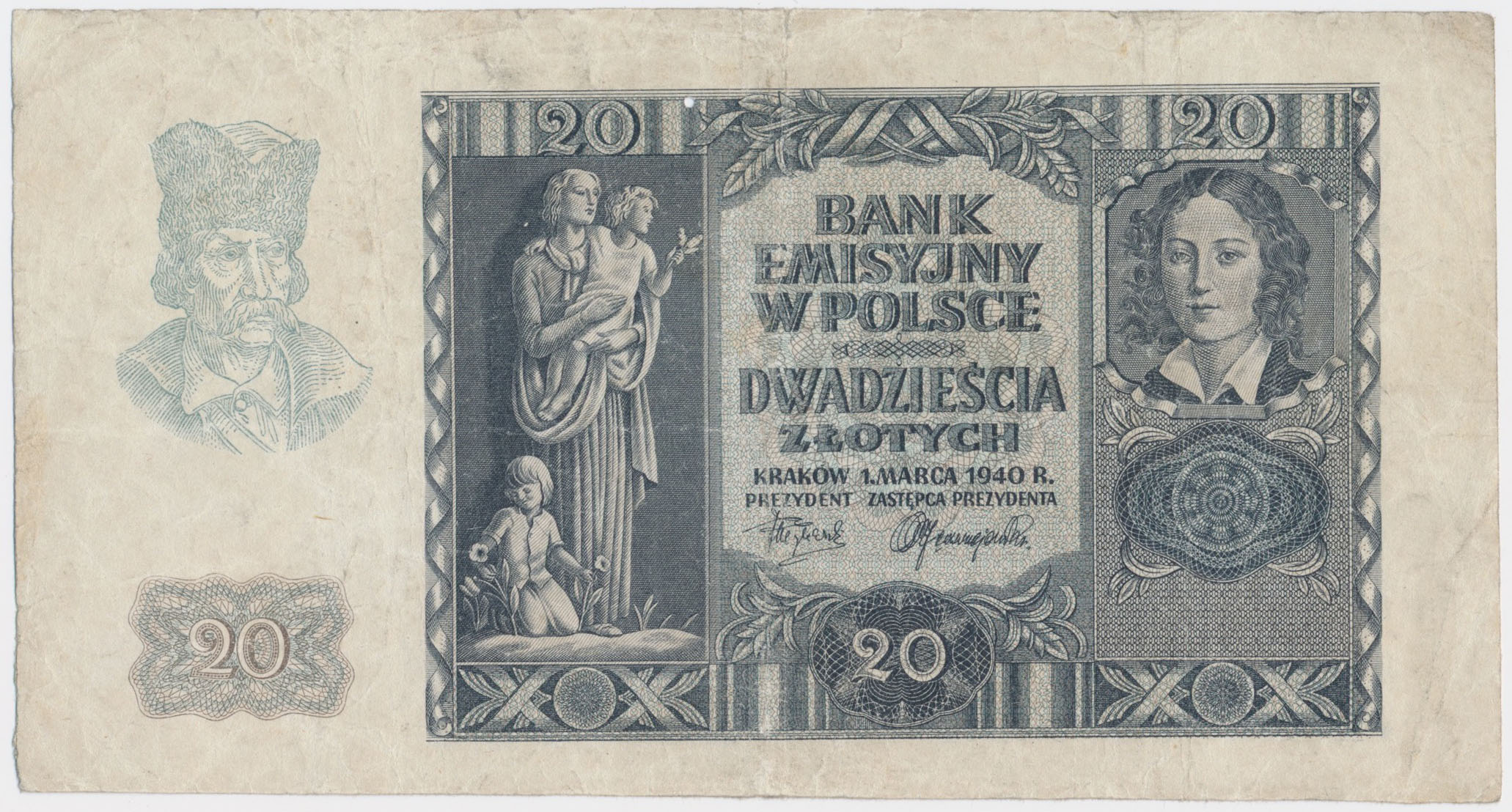
Awers 20 złotych 1940 bez serii i numeru
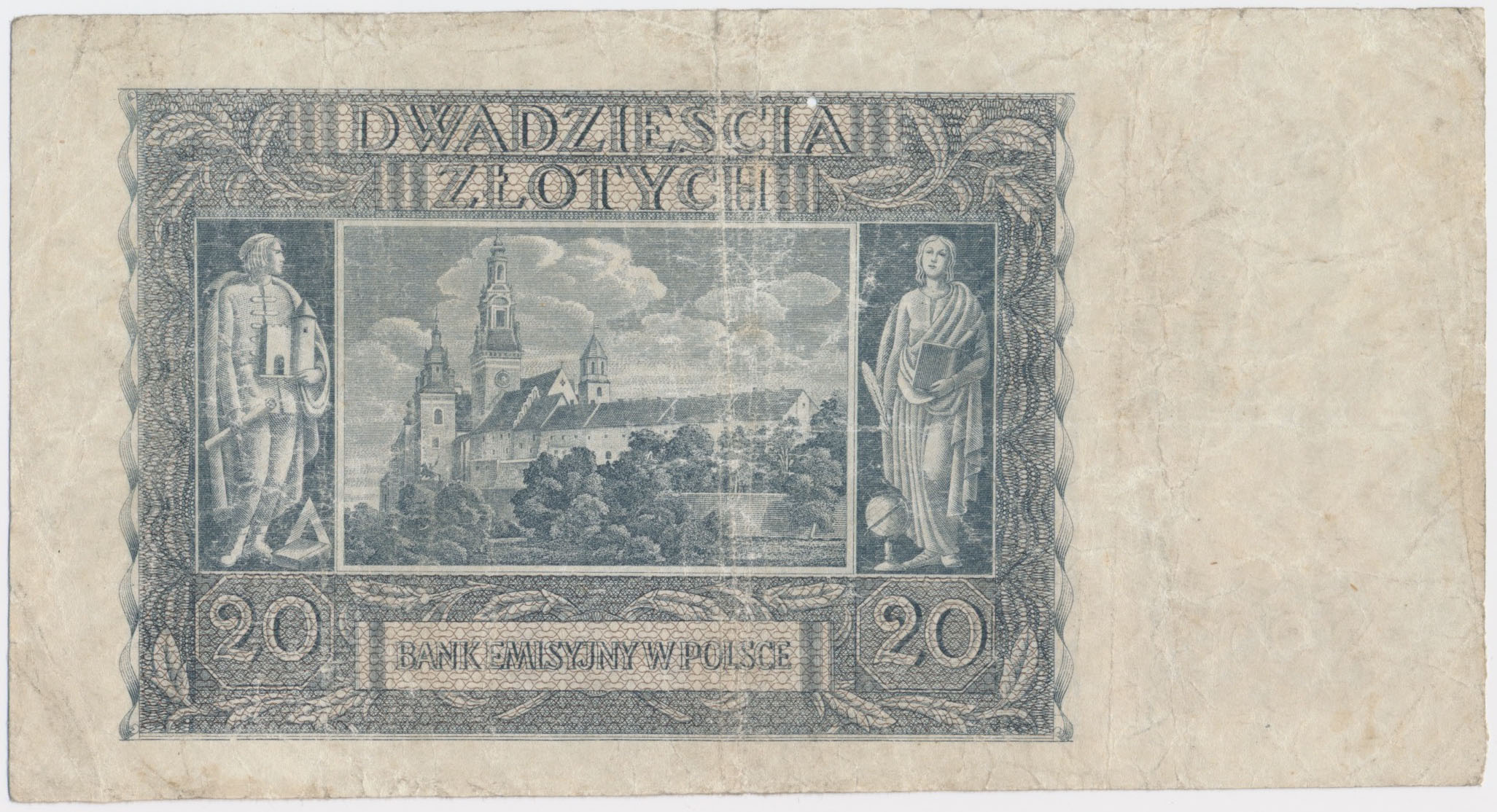
Rewers 20 złotych 1940 bez serii i numeru
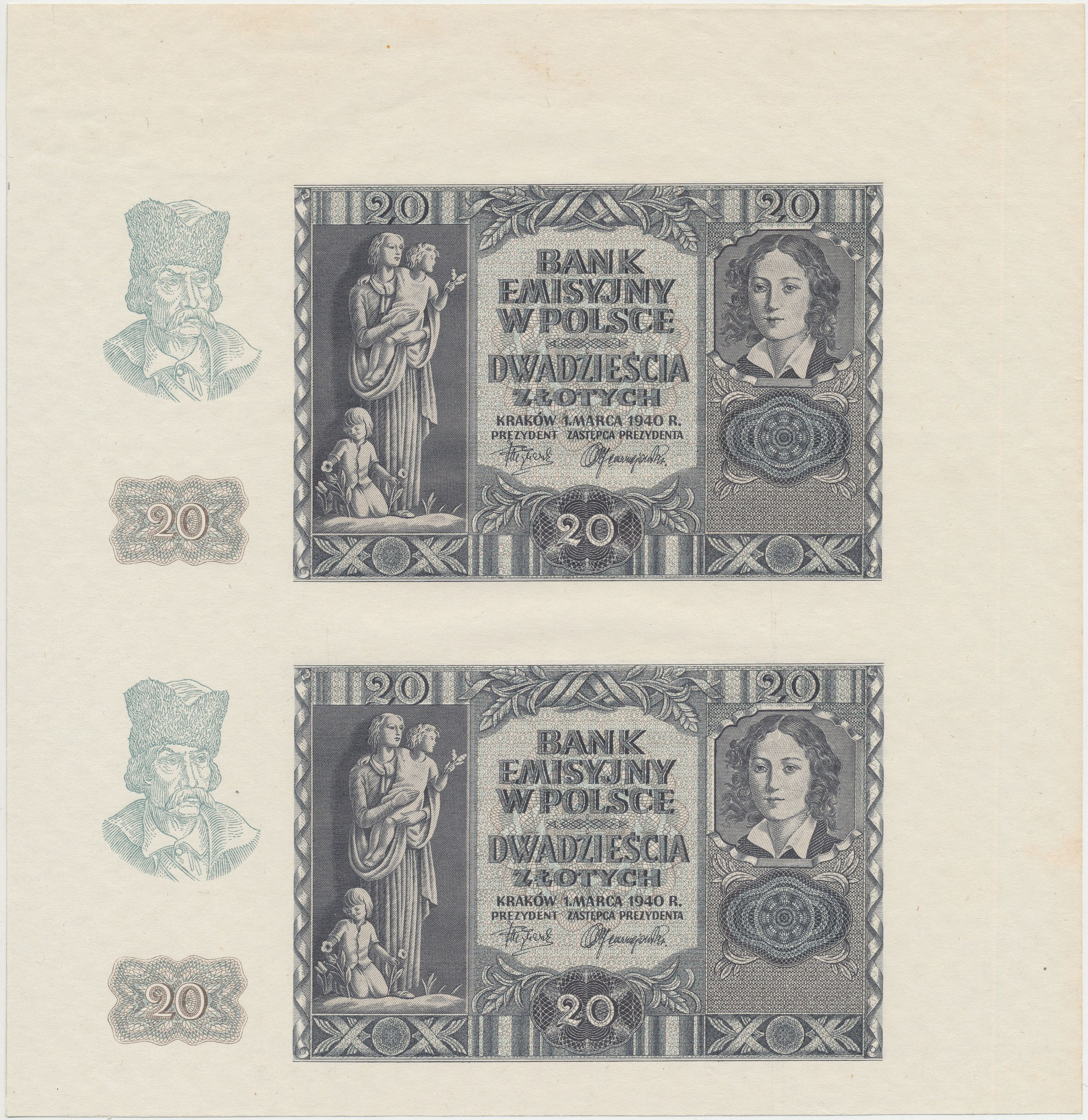
Awers nierozciętej podwójnej 20-złotówki 1940
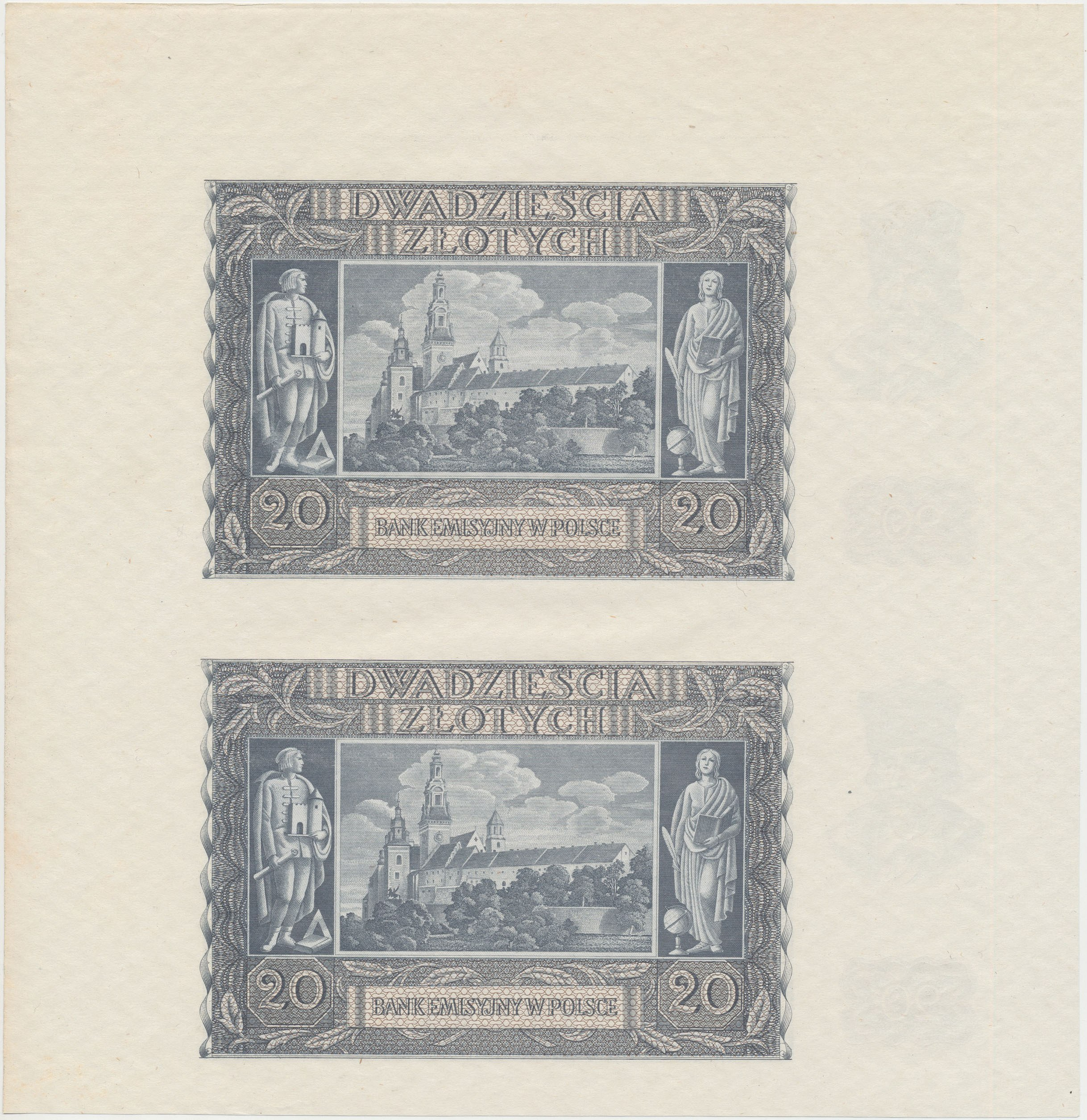
Rewers nierozciętej podwójnej 20-złotówki 1940
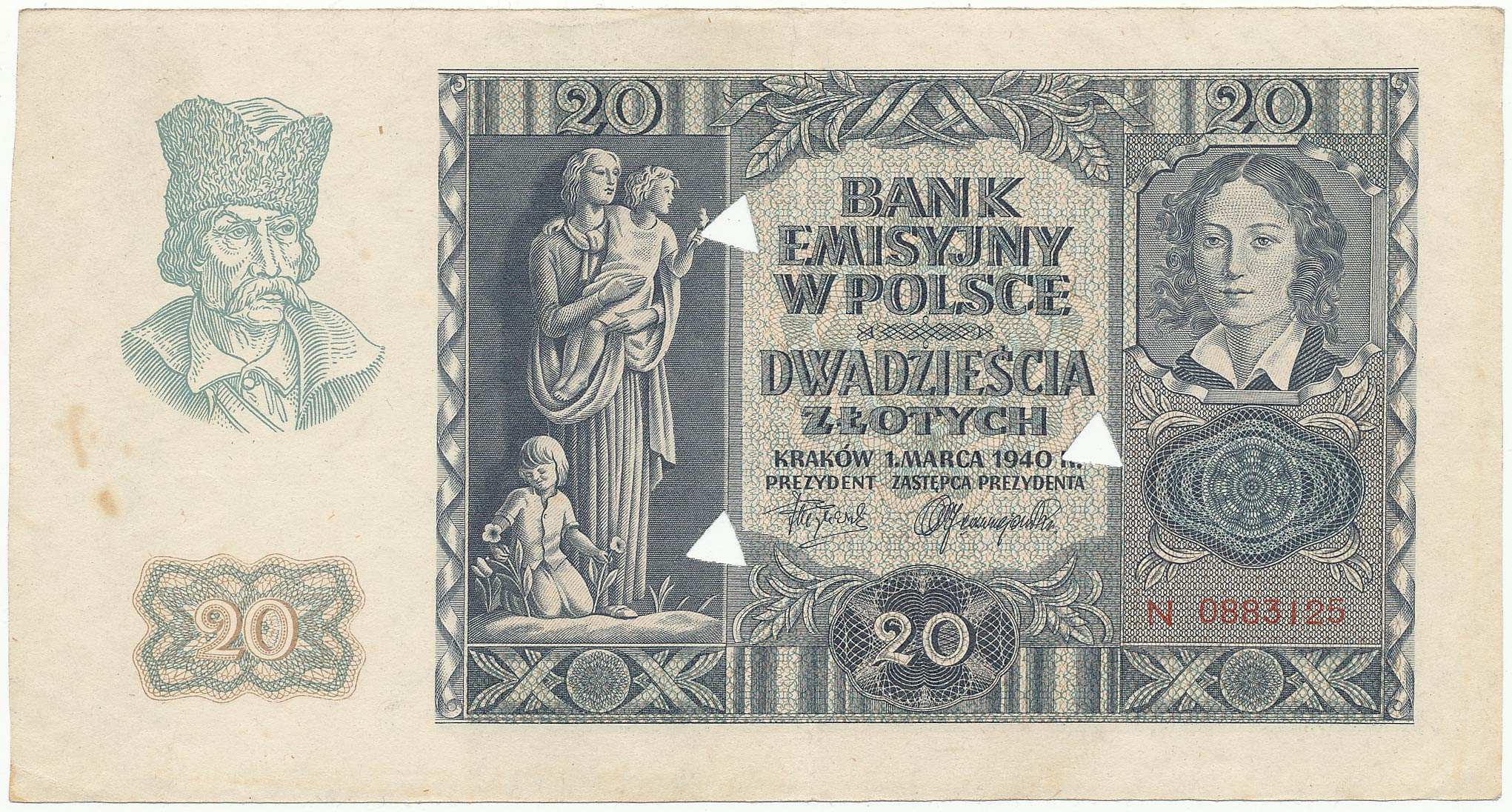
Awers skasowanego 20 złotych 1940
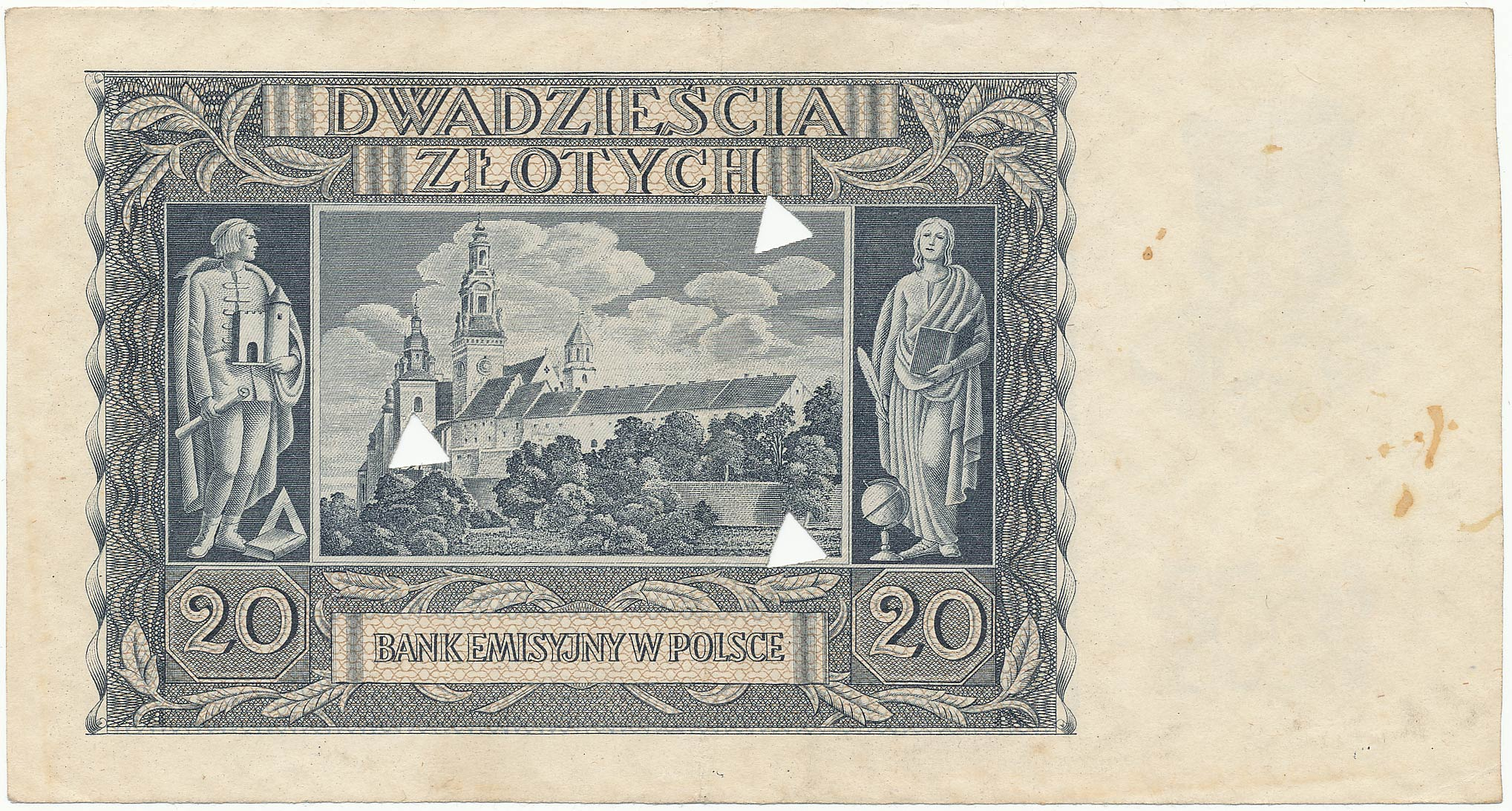
Rewers skasowanego 20 złotych 1940
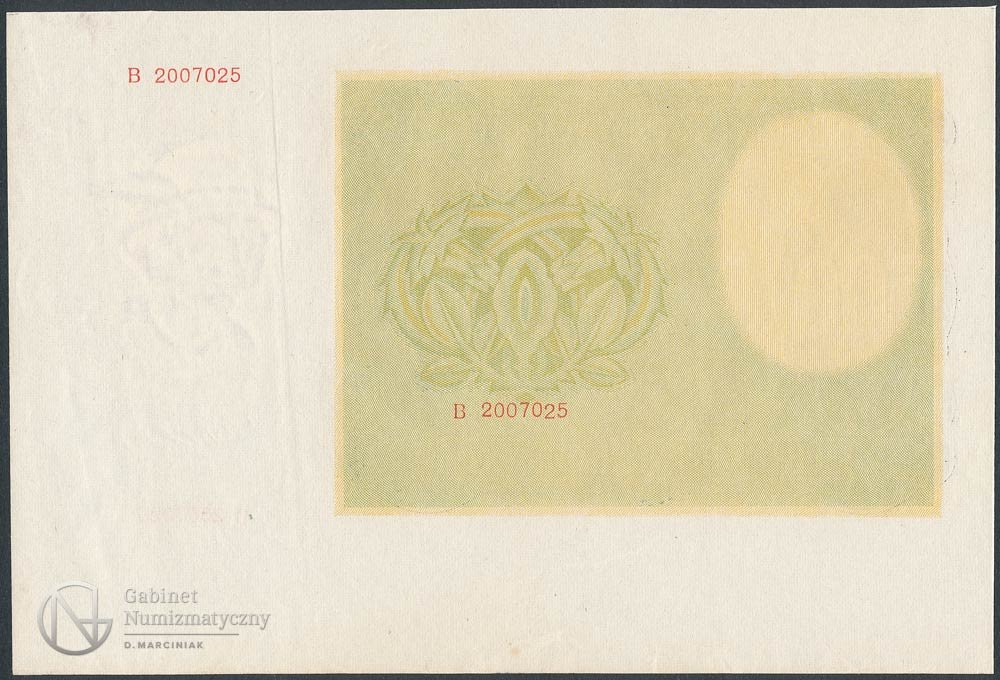
Awers niedokończonego druku 500-złotówki
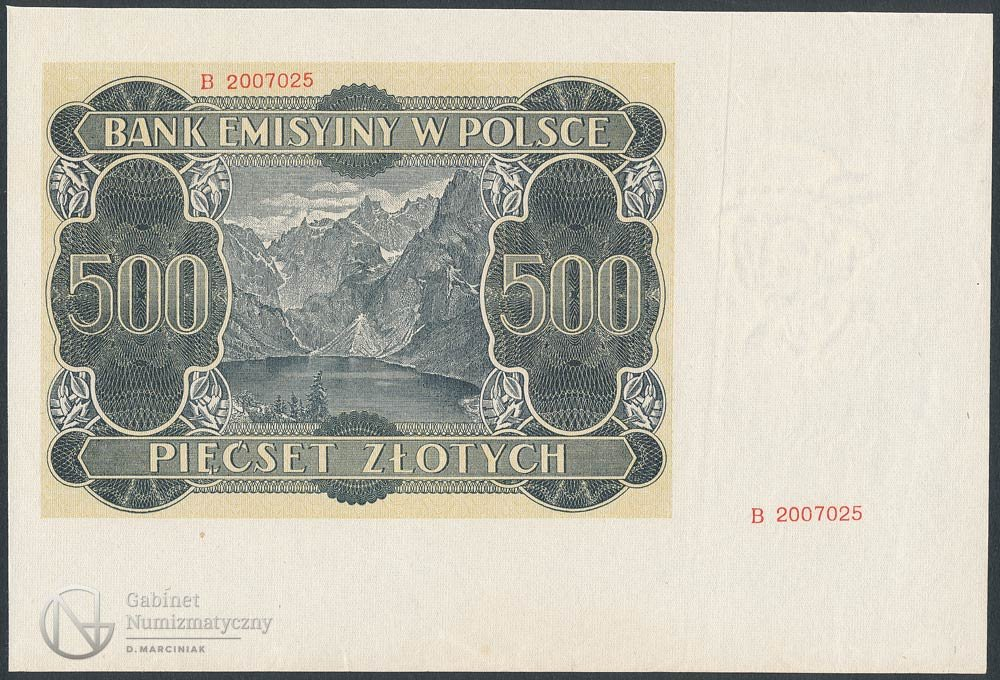
Rewers niedokończonego druku 500-złotówki

## Projekty i próby druku

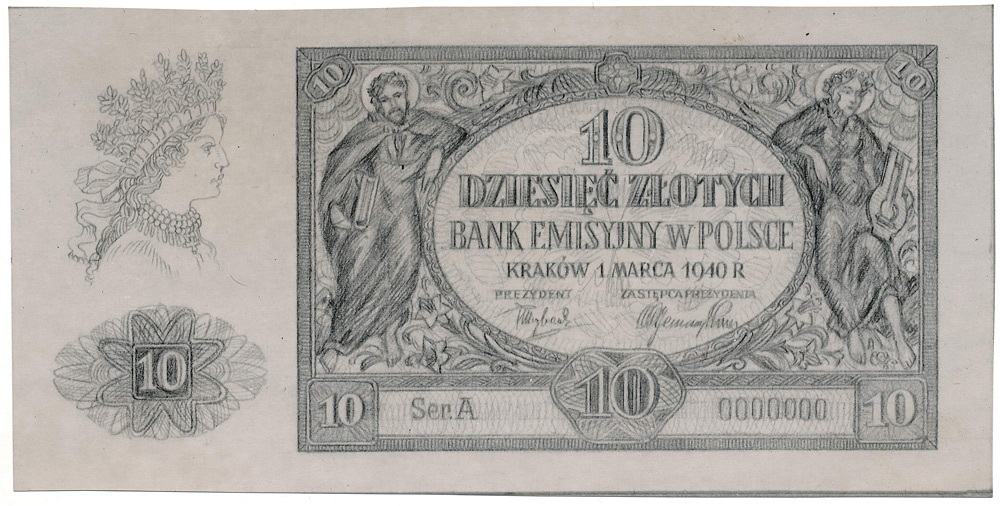
Archiwalna fotokopia projektu 10 złotych 1940
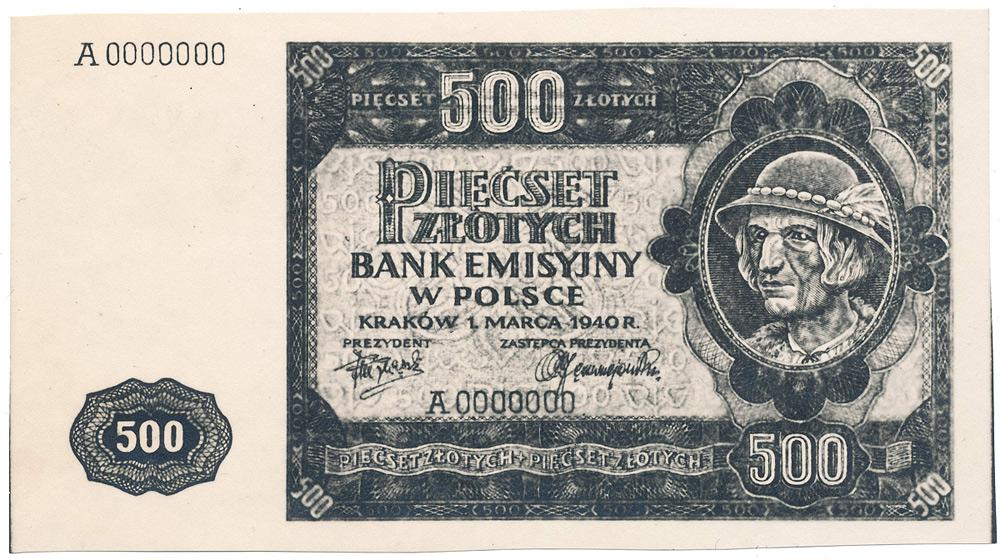
Archiwalna fotokopia projektu 500 złotych 1940